# 오호 십육국 시대
오호십육국시대(五胡十六國時代, 304~439)는 중국 역사의 한 시기로서, 한족이 건국한 서진(西晉)이 여러 요인들로 인해 멸망한 뒤 이전 몇 세기에 걸쳐 중국 북부와 서부에 정착한 다섯 이민족(五胡)에 의해 화북 및 회수 지역에서 일련의 비(非)한족 왕조들이 난립하던 혼란기를 일컫는 용어이다.
일반적으로 이 시기는 유연(劉淵)과 이웅(李雄)이 각각 전조(前趙)와 성한(成漢)을 건국한 304년부터 선비족 탁발씨의 북위(北魏)가 북중국을 통일한 439년까지, 136년 동안의 기간을 가리킨다. 오호십육국의 여파는 대략적으로 화북뿐만 아니라 촉, 요동, 막북, 회수 일대, 심지어 서역까지 광범위한 지역에 미쳤다.
'16국十六國'이라는 용어는 6세기 무렵 북위의 역사학자 최홍이 집필한 『십육국춘추(十六國春秋)』에서 유래한 것으로, '오량五涼(전량·후량·북량·남량·서량)'과 '사연四燕(전연·후연·북연·남연)', '삼진三秦(전진·후진, 서진), '이조二趙(전조·후조)' 그리고 성한과 북하를 포함하여 16국이라 한 것이다. 다만 이것은 어느정도 이름을 남겼던 나라들만 헤아린 것이고, 실제로 이 시기에 세워진 나라의 숫자는 단명한 왕조들까지 포함한다면 16개를 훨씬 상회한다. 또한 북위 역시 16국에 포함되지 않았는데, 이것은 그들이 단명해서가 아니라 남북조시대에서 최초의 북조로 여겨졌기 때문이다.
이 시대의 국가들은 서로 간의 치열한 경쟁과 내부의 정치적인 불안정으로 인해 대부분 단명했다. 376~383년까지 저족 출신 부견의 전진이 잠시 북중국을 통일하면서 두각을 드러냈지만, 비수 전투에서 동진에게 대패함에 따라 중원의 분열 상태는 한층 더 난맥상에 빠졌다. 오호 십육국 시대 북중국의 비한족 정권들이 부상한 것은 비슷한 시기에 발생한 훈족과 게르만족의 유럽 침입 속에 서로마 제국이 멸망한 것과 유사한 양상을 보였다.

## 명칭의 유래
팔왕의 난과 영가의 난이 일어나고 한족의 지배 하에 있던 각지의 이민족들이 반란을 일으키면서 화북 지방에는 여러 국가가 난립하였다. 5호(五胡)는 이 당시 화북을 지배했던 흉노(匈奴), 선비(鮮卑), 저(氐), 갈(羯), 강(羌)의 다섯 이민족들을 가리키는 말이다.
상술했듯이 『십육국춘추』에서는 오호십육국 시대의 나라를 16개로 규정했지만, 여기에 포함되지 않은 염위(冉魏), 적위(翟魏), 서연(西燕), 구지(仇池), 후촉(後蜀) 등의 나라들도 있었다. 요컨대 '오호십육국'은 이 시대에 난립했던 여러 이민족들의 국가들을 통칭해서 부르는 단어이며, 북중국에 다섯 민족만 있었거나 16개의 국가만 건국되었다는 걸 의미하는 것은 절대로 아니라는 것을 명심해야 한다.
오호십육국이라는 호칭의 출처에 관하여, 문헌에서 오호의 이름은 전진 황제 부견(苻堅)의 입으로 처음 언급되었지만 이 '오호五胡'가 과연 어느 민족들을 가르키는가에 대해서는 명확하게 정의되지 못하였다. 사학자 왕수민(王樹民), 손중휘(孫仲汇), 뇌가기(雷家骥) 등은 오호, 즉 '오부호(五部胡)'가 유연(劉淵)이 이끄는 오부흉노(五部匈奴)에서 유래했다고 보았으나, 이 시기의 역사서에서는 오호를 모든 이민족의 범칭으로 사용하였을 뿐만 아니라 특정 종족을 지칭하는 것이 아닌 흉노를 가리키는 경우가 대부분이었기에 이 가설은 학계에서 공감을 얻지 못하였다. 한편 진인각(陳寅恪)은 '오덕종사(五德終說)'에서 오호의 이름을 따온 것이 도위부명(圖纬符命)의 산물이라고 믿었으며, 주일량(周一良)도 이를 지지했다.
가와모토 요시아키는 『십육국춘추』가 집필되고 나서야 중국 전통사가들이 사료를 정리하면서 비로소 오호의 구체적인 내실을 정하기 시작했다고 보고 있으며, 일본학자 나미 모리는 저서 『수당제국과 고대조선』에서 오호십육국이라는 개념이 당나라 초기에 정사를 편찬할 때 형성되었다고 주장했다. 이후 남송의 홍매(洪迈)는 『용재수필(容齋修笔)』 중 《오호란화(五胡華)》 부분에서 유총(劉聰), 유요(曜), 석륵(石勒), 석호(石虎), 모용황(慕容皝), 부견(苻堅), 모용수(慕容垂) 7인의 이름을 열거하면서 이들은 흉노 · 선비 · 갈 · 저 출신이라고 언급했으며, 마찬가지로 남송 시대의 학자였던 왕응린(王應麟)은 유연, 석륵, 모용황, 부견, 요장을 두고 각각 흉노 · 갈 · 선비 · 저 · 강 출신으로 해석하였는데, 이를 보아 아마도 오호의 내포는 남송 시대에 그 기틀이 잡힌 것으로 보인다. 그 뒤 "오호= 흉노 · 선비 · 갈 · 강 · 저"의 정의가 널리 받아들여지기 시작했다.

## 역사

### 배경

#### 서론
예로부터 '화하华夏', 또는 '제하諸夏'를 자처했던 중원인들은 북방의 유목민들과 의도치 않게 때로는 평화롭게, 때로는 무력적인 수단으로서 밀접한 관계를 맺었다. 이미 주나라가 서융의 공격으로 한 차례 멸망한 바가 있으며, BC 3세기 무렵 '호胡'의 출현은 전국 시대의 각 나라들이 장성을 축조하는 계기가 되었다. 또한 흉노 및 선비족은 몽골 초원에 강력한 유목 제국을 건설하고 지속적으로 중국 변경을 침입하여 약탈을 일삼기도 했다. (이들과 영향을 주고받았음에도) 위와 같은 일련의 사건들은 중원인들이 자연스럽게 그들과 타민족들을 별도로 구별하는 이분법적인 방법을 성립하도록 했는데, 이러한 구별법의 산물 중 대표적인 것이 바로 만리장성이다. 실제로 만리장성은 그 자체로 유목 문화권과 정주 문화권을 구분하는 하나의 경계선이었으며, 선우의 통할하에 있는 '활을 당기는 사람(引弓之民)'과 그 땅을 장성 안 중원 황제(朕)의 통치하에서 '관을 쓰고 혁대를 두르는 사람(冠帶之室)'과 그 땅과는 완전히 별개의 세계로 인식하도록 하는 수단이 되었다.
그러나 흉노는 한 무제 시대를 기점으로 세력이 크게 약화되었으며, 2세기 중반에 단석괴를 필두로 위세를 떨치던 선비족 역시 그의 사후에는 통일된 국가를 이루지 못하고 여러 부족 집단으로 분열되었다. 따라서 2~3세기 즈음에 이르면 중원인들은 타민족 문화권(특히 북방의 유목민들)에 대해 별 신경을 쓰지 않게 되었을 뿐만 아니라 오히려 그들을 두려워하지 않고 이전과 달리 적극적으로 수용하게 되었다. 십상시의 전횡 및 후한 체제의 붕괴, 각지에서의 군벌들의 할거, 삼국 시대로 이어지는 혼란기 속에 수많은 이민족들이 중국 영내로 들어와 군인으로써 복무하거나 각 군벌들의 휘하에 복속하였다. 흉노 선우 어부라가 원소에게 속한 것, 조조가 남흉노를 5부로 나누어 섬서·산서·하북 일대에 분치한 것, 강족 혼혈인 마등이 유비 휘하에서 장군직을 맡은 것 등이 대표적인 예라 할 수 있겠다.

#### 서진의 건국과 내부의 여러 모순들

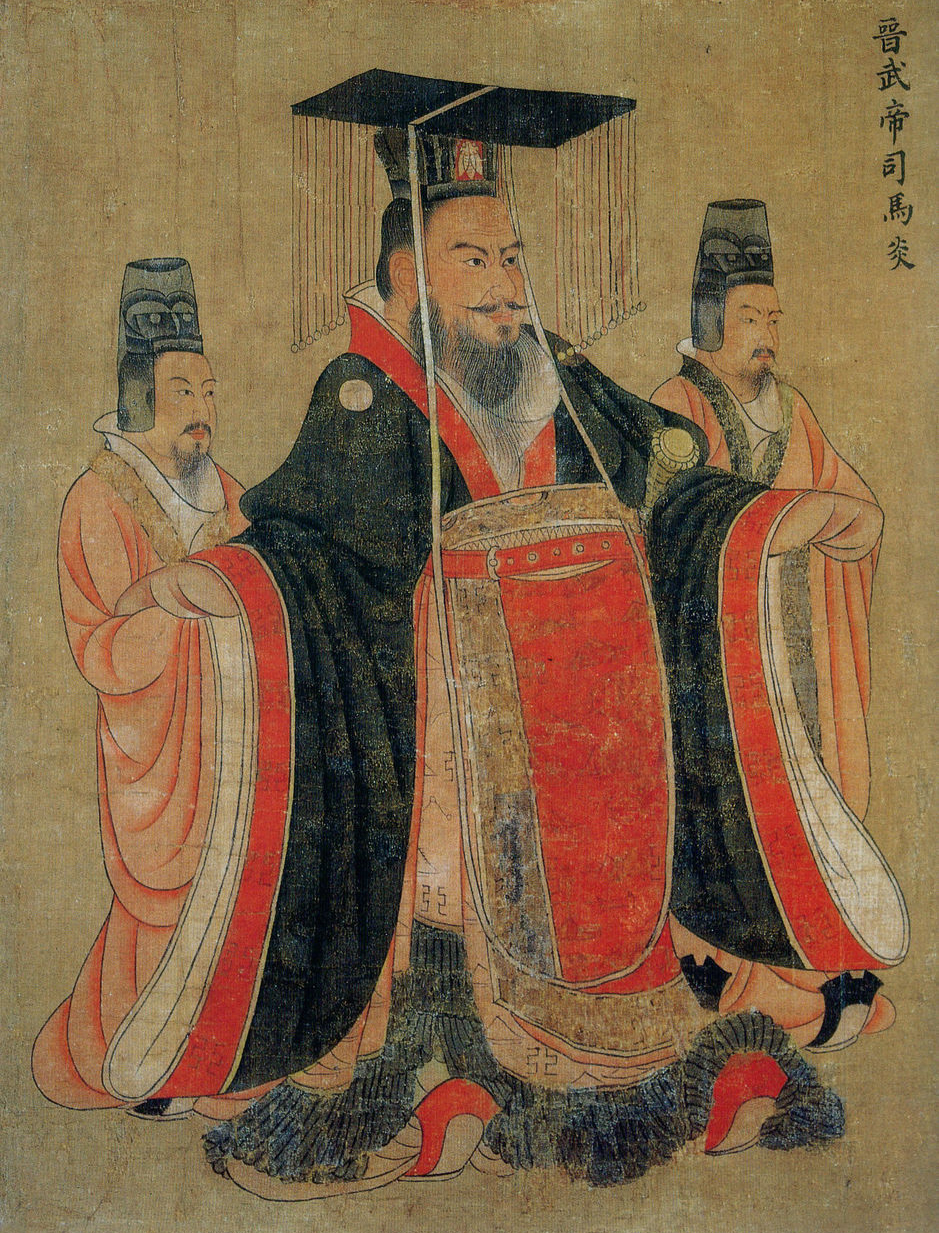
서진 초대황제 무제 사마염. 265년 위나라 마지막 황제 조환을 폐위시키고 즉위한 뒤 서진을 건국했다.

위, 촉, 오의 삼국 시대 세력 판도는 점차 화북을 장악한 위로 기울었고, 청류파 지식인 출신이었던 하내 사마씨(河內 司馬氏) 가문이 위로부터 정권을 탈취한 뒤 서진을 건국했다. 진무제 사마염(司馬炎)이 내건 국시는 크게 두 가지 측면을 지니고 있었는데, 하나는 전란기의 군벌 집단을 기반으로 성장한 조위가 필연적으로 따를 수 밖에 없었던 전제적·법가적인 정책 방향을 부정하는 것이었고, 다른 하나는 지방 사회가 붕괴되면서 강고한 기득권층으로 굳어진 문벌들의 귀족적·퇴폐적 사회 풍조를 단속하는 일이었다. 이에 그 대안으로, 후한 시대 이래로 흐트러졌던 유교 질서를 회복하는 것이 가장 중요한 정책이 되었다.
그러나 이러한 방식은 오히려 역효과를 가져오게 되었다. 가장 큰 문제는 하내 사마씨가 당시로서는 상상도 하지 못할 위법을 통해 황위를 찬탈한 것이었다. 사마염의 조부 사마의는 고평릉의 변이라는 무력 쿠데타로 정권을 잡았고, 그 큰아들 사마사는 외척을 암살하고 조방을 폐위시켰으며, 작은아들 사마소는 아예 백주대낮에 조모를 시해하기까지에 이르렀다. 이외에도 정권 찬탈 과정에서 사마씨 일족에 조금이라도 제동을 거는 세력이 있으면 적극적으로 권력과 무력을 동원해 뿌리를 뽑아버리는 일이 빈번했다.
이처럼 억지적인 수단으로 정권을 찬탈했다면 최소한 그 수단을 정당화할 근거라도 있어야 했으나, 하내 사마씨에게는 애초부터 그런 것이 존재하지를 않았다. 조씨의 위나라는 적어도 조조가 후한 정권에 기대어 성장하지 않은 독립적인 세력으로서 (명목상이기는 하지만) 붕괴해가던 한나라를 일정기간 동안 유지시켜 주었다는 점, 헌제가 간신 동탁에게 옹립되어 정통성에 문제의 소지가 있는 황제였다는 점, 그리고 조조·조비·조예에 이르는 3대 동안 초토화된 낙양을 복구하고 황건적의 난으로 피폐해진 민생을 재건했다는 점에서 "조씨가 어떻게 제위에 오를 수 있는가"라는 질문에 최소한의 할 말은 있었다. 그러나 사마의에게 내치적인 업적은 아예 없었고, 말 그대로 조씨 정권을 찬탈한 뒤 이름만 바꿔 칭한 사마씨 정권에 불과했다. 심지어 훗날 사마염의 재종손이었던 동진의 명제는 자신의 조상들이 위나라를 찬탈하고 서진을 건국한 과정을 듣고 난 후, "그 말대로라면 이전에 있던 서진이 멸망한 것은 당연한 일이고 우리 나라(동진)도 오래 못 가지 않겠는가?"라며 한탄을 금치 못할 정도였다.
결론적으로 사마염은 자신이 내건 '유교 질서의 회복'이란 명분이 적극 강조될수록 자신의 정통성이 약화되는 아이러니한 상황에 처했다. 따라서 278년 이후 사마염은 사실상 유교 질서의 실현이라는 기조를 포기했는데, 이러한 이유들 때문에 서진은 통일 왕조라면 으레 있는 '사상'이라고 할 것이 아예 없었다. 주(周), 진(秦), 한(漢)과 같은 선대의 통일 왕조들을 본다면 이러한 문제가 매우 잘 드러난다. 주나라는 유교적 종법질서를 내세우며 이에 근거한 봉건제를 실시하여 왕과 제후 간의 혈연관계를 바탕으로 상호 협력체제를 이끌어 냈으며, 진나라는 법가사상을 바탕으로 부국강병을 이루어 최초로 천하통일을 달성했고 그 이후에도 도량형 통일 및 군현제를 실시하여 (몇몇 사례를 제외하고는) 훗날 왕조들의 모범사례가 되었다. 한나라는 유교를 수용하여 유교국가가 되었으며, 이에 근거하여 향거리선제를 통한 인재 등용, 태학의 설치로 학자 양성 등의 업적을 이루어냈다. 하지만 하내사마씨가 세운 서진은 이도저도 아니었다.

#### 지방 종친들의 부상
황제는 위나라가 고립되었던 폐단을 경계하였으므로, 종친을 크게 책봉하고 그들에게 직임을 주었다. 또한 여러 왕들에게 모두가 자신의 봉국 안에서 장리(長吏)를 선발하도록 명령하였다. 이리하니 위장군 제왕 사마유 혼자만이 그렇게 하지 못하고 모두 위에서 임명해줄 것을 청하였다.— 『자치통감』 태시 원년(265)

여러 제반 사항의 문제로 중앙 집권이 잘 되지 않았던 고대 시대에는 찬탈의 우려가 항상 존재했기 때문에, 여타 왕조들은 왕권을 공고히 하기 위해 왕위에 오르자마자 친위 세력을 구축하는데 심혈을 기울였고 이는 고대 중국도 별반 다르지 않았다.
고대 중국에서 황제가 친위 세력으로 끌어들이기 쉬운 부류는 셋이었다. 첫번째는 후계자를 생산하지 못하면서 자신의 수발이 되는 환관이었고, 두번째는 또다른 가족이 된 외척, 마지막으로 세번째는 자신의 형제, 사촌등을 위시로 한 종친이었다.
앞서 위나라는 후한 말기의 극심했던 혼란을 교훈삼아 외척과 환관을 배제하고 오로지 측근들을 위주로 국정을 운영했다. 하후돈, 하후연을 위시로 한 하후씨와 조인 등을 위시로 한 조씨가 대표적이었으며 실제로도 그들의 도움을 받아 삼국 중 단연 우위의 국력을 갖추게 디었다. 다만 무턱대고 측근들을 중용하지는 않았으며, 조창 및 조식과 같이 황권에 위협이 될 수 있는 종친들은 지방 제후로 좌천시켜 철저하게 중앙 정계에서 배제하고, 개인적인 만남도 허가하지 않음으로써 사실상 봉토에 연금시켰다.
문제는, 전술한 조위의 정책은 유능하고 황권에 도전을 하지 않는(아니면 하지 못하는) 측근들이 높은 직위를 맡으면서 황제를 보좌할 수 있어야지만 성립한다는 것이었다. 실제로 하후연, 하후돈, 조인등의 걸출한 능력의 1세대 조씨 일족이 사망하고 조진, 조휴, 하후상 등 좋은 평가를 받았던 2세대 종친들까지 명을 달리한 상황에서 공고한 황권을 지니고 있던 조예가 사망하자 차기 황제인 조방은 곧바로 신변의 위협을 받게 되었고, 최후의 보루였던 조상 일파가 고평릉 사변으로 실각하자 실권을 잃고 폐출되었다. 그리고 그로부터 얼마 지나지 않아 조위는 멸망하고 말았다.
조위를 어떻게 멸망하는지를 똑똑히 지켜본, 아니 아예 직접 멸망시킨 사마염은 그들의 정책(환관을 멀리하는 대신 종친으로 황권을 방어하는 것)을 계승하면서도 한편으로는 금기를 건드렸는데, 다름아닌 황권에 위협이 될만한 인물들까지 포함한 모든 종친들을 왕(宗王)의 칭호와 함께 지방에 분치시키는 것이었다. 군권은 사마의의 동생인 사마부, 그 다음은 사마부의 아들인 사마망이 도독중외제군사로 장악하고 있었으며 독발수기능의 난 때도 처음엔 사마량이, 이후엔 사마준이 관중의 군사를 진수했다. 오나라 멸망 때에도 사마의의 아들인 사마주가 도독청주제군사로 참전했다. 또한 책봉된 황족에게 휘하 관속을 마음대로 임명할 수 있는 인사권을 주었고, 277년부터는 최대 5,000 명에 달하는 군대도 공식적으로 허용해 줌으로써 종친들은 자체적인 세력을 구축할 수 있게 되었다.
사실 이렇게 지방의 군권을 종친들이 장악하는 것은 이전의 전한이나 이후의 통일왕조들도 흔히 행한 정책이었지만, 서진에게는 결정적으로 두 가지 문제가 있었다. 우선 각 군관구가 너무 거대하다 보니 종친 한 명당 통솔하는 병력이 너무 비대한 것이 그것이었고, 두번째이자 가장 큰 문제는 사마염이 사망하고 뒤이어 즉위한 사마충이 심각할 정도로 무능하여 중앙 정치가 혼란에 빠졌다는 것이었다.

#### 팔왕의 난
사마충이 무능하여 정부가 제대로 기능을 하지 못하자, 중앙 황실은 곧 외척들에 의해 완전히 장악되고 말았다. 특히 사마충의 황후이자 외척 가충의 딸이었던 가남풍의 권세가 어마어마했는데, 그녀는 초은왕 사마위와 회남충장왕 사마윤, 동안왕 사마요를 움직여 권신 양준을 숙청하고 정권을 잡았으며, 황제의 명을 빌미삼아 여남왕 사마량과 노신 위관을 제거하고 필요가 없어진 사마위까지 토사구팽하면서 정권을 장악하기에 이르렀다. 이후 그녀는 황태자 사마휼이 자신의 권력에 방해가 될까 봐 두려워 그까지 죽이려 하였는데, 이 소식이 알려지자 지방 각지에서 권력을 잡고 있던 사마씨들, 그 중에서도 조왕 사마륜이 가장 크게 반발하였다.
사마휼이 가남풍에게 사망하자, 사마륜은 제왕 사마경과 함께 낙양으로 진군해서 가남풍과 그 일족들을 멸족한 뒤 권력을 잡았다. 게다가 그는 사마충과 사마휼의 대를 확실히 끊어버리고 자신이 직접 황제에 즉위할 계획을 세웠다. 황통이 넘어가게 생기자 다른 종친들 역시 격렬하게 반발했고, 결국 약 8명의 종친들이 각지에서 군사를 모아 수도로 진군하면서 약 6년 간에 걸친 내전이 일어났다. 내란을 주도한 종실제왕들이 모두 여덟이라고 하여 이것을 '팔왕의 난(八王之乱)'이라고 일컫는다. 팔왕의 난은 306년 회제 사마치가 즉위하고 동해왕 사마월이 실권을 잡으면서 공식적으로 막을 내렸지만, 그 과정에서 지방의 종친들이 완전히 죽고 정예 군대를 지휘할 황실친위 세력이 사실상 공중분해됨으로써, 이 시점부터 서진은 속수무책으로 붕괴하기에 이르렀다.

### 개막

#### 영가의 난
팔왕의 난이 306년에 종결되었기는 했으나, 이미 내전을 틈타 자립한 이민족들은 서진 내부에 일대 세력을 이룬 상황이었다. 특히 남흉노의 수령 유연은 팔왕의 난 시기에 성도왕 사마영의 휘하에 있었으나, 304년 사마영이 무력화되자 서진으로부터 독립을 선언하고 좌국성(左國城)을 본거지로 삼은 뒤 대선우(大單于)를 칭했으며, 그해 11월에는 한나라 시기에 남흉노 선우들에게 하사되었던 유씨 성에 의거하여 한왕(漢王)을 칭하고 자신이 한왕조의 정통 계승자임을 자처, 국호를 '한(漢)'으로 고쳤다. 이후 그는 갈족의 석륵 및 한족 유랑민의 왕미와 같은 여러 인재들을 받아들이고, 분열되어 있던 부족들을 통일한 후 남하하면서 북중국을 휩쓸었다. 유연은 310년 7월 16일에 사망하였는데, 사후 광문황제(光文皇帝)라는 시호가 내려졌으며 아들 유총이 그의 뒤를 이었다.
한편 그 무렵 서진의 중앙 정부는 완전히 혼란 상태에 빠져있었다. 특히 동해왕 사마월이 311년에 분사한 직후 구심점을 잃으면서 본격적으로 붕괴하기 시작했으며, 그해 4월에는 군사를 담당하는 태위 왕연이 10만 명의 병사를 이끌고 낙양에서 탈출하는 사건까지 벌어졌다. 이들은 나중에 유총의 명령을 받은 석륵에게 추격당해 모조리 격파되었는데, 왕연 및 서진 왕조의 친왕을 비롯한 약 48명의 고위직들이 모조리 포로로 잡혀버리는 대참사가 일어났다. 그런데 문제는, 이 병력이 낙양과 주변 지역을 방위하는 마지막 주력군이었다는 것이었다. 뒤이어 낙양이 포위당하고 사태가 급박하게 전개되었음에도 불구하고 회제 사마치는 각 지방에서 파견한 지원군 만으로 낙양을 지켜낼 수 있다고 생각했으나, 실상은 그와 완전히 반대로 돌아갔다. 지원군 요청을 위해 파견된 사신들 상당수는 포위망을 뚫지 못하고 붙잡혔으며, 간신히 목적지에 도달했다고 해도 그 지역의 황족이나 호족들은 이미 팔왕의 난을 거치면서 중앙정부에 대한 충성심이 거의 사라져 있었다. 무엇보다 그들 역시 이민족들의 공격을 방어하느라 급급한 상황에서 낙양에 지원군을 파견할 여유는 없었다. 결국 단 1명의 지원군도 낙양에 도착하지 못했다.
이 기회를 놓치지 않고, 유총은 휘하의 석륵과 유요, 왕미의 군대를 집결시켜 낙양을 사방에서 포위했다. 그는 과거 낙양을 한번 공격했다가 실패한 바가 있었기 때문에, 이미 310년 10월부터 그 주변의 교통망을 차단시키는 등 준비를 철저히 한 상태였다. 회제 사마치는 이 시점이 되서야 탈출을 결심했으나, 육로는 완전히 차단당했으며 수로는 이미 황하로 통하는 나루터가 장악당하는 등, 낙양은 완전히 고립무원의 처지가 되었다.
마침내 311년 5월 낙양에 유총의 군대가 들이닥쳤고, 황궁을 종횡무진으로 약탈한 뒤 그곳의 궁인과 보물들을 거두어들이고는 관리들과 종실을 대거 학살하였다. 이때 회제와 양황후 역시 사로잡혀 끌려갔다. 313년, 유총은 사마치를 비롯하여 포로로 잡은 인원 10만여명을 모조리 죽였다. 그해 여름에 장안에서 민제 사마업이 옹립되었으나, 서진은 이미 낙양 함락과 회제의 죽음으로 사실상 멸망한 상태였다. 오랜 전란으로 장안은 총 가구수가 100호도 되지 않았으며 사용 가능한 마차 역시 4대밖에 없었다. 또 관리들이 사용할 도장과 피복까지 부족한 상황이었다. 민제의 통치 범위는 장안과 그 주변에 불과하여 사실상 지방정권이나 마찬가지였다.
314년 관동 지역을 차지한 한 왕조는 장안을 급습했고, 공격 자체는 실패하기는 했지만 이것은 민제 정권하의 서진이 스스로를 방어하는 데에도 역량이 부족하다는 것을 여실히 보여주었다. 결국 마지막 발버둥에도 불구하고 316년 한의 장군이자 유총의 친척이었던 유요가 침공해오자 서진 임시정부는 항복하였다. 항복한 사마업은 유총의 장난감으로 전락하였으며 나머지 관리들 역시 학살되거나 포로가 되었다. 이후 유총은 회제 사마치와 마찬가지로 사마업 역시 잔인하게 살해했으며 나머지 관리들도 모두 죽여버렸다.

#### 서진의 멸망과 동진의 성립
한편 장강 너머의 건업에 있던 서진 황족 사마예는 서진 임시정부의 항복 소식을 듣자 그곳에서 사마의의 종통과 진의 계승을 선언하면서 황제로 즉위했다. 이로써 서진은 완전히 멸망하게 되었으며, 한족들은 고래의 문명의 땅 중원(中原)을 이민족들에게 빼앗기고 강남으로 피난해야 했다. 학자들은 이 시기를 오호십육국 시대의 본격적인 개막 시기로 본다.

### 초기
서진이 붕괴한 이후 각지에서 여러 군벌들이 독립을 주장하기 시작했다. 이미 301년 한족 장궤가 량주 일대를 장악하고 국호를 전량이라 하였으며, 304년 저족 출신의 이웅이 사천 일대에서 성한을 건국하였다. 315년에는 선비족 탁발씨 출신의 탁발의로(拓跋猗盧)가 내몽골에 대나라를 세웠다.
유총은 서진을 멸망시킨 뒤 화북 대부분을 차지하였지만, 그의 사후 그의 후계자였던 유요와 개국공신 석륵 사이에 갈등이 생겼으며 결국 석륵은 전조에게서 독립하여 '조(趙)'를 건국했다. 앞서 유요가 석륵보다 먼저 '조(趙)'를 국호로 사용했기에, 먼저 세워졌던 흉노족 유요의 조나라를 '전조(前趙)'라고 하며, 뒤에 세워졌던 갈족 석륵의 조나라를 '후조(後趙)'라고 하여 따로 구분하게 되었다. 곧 양측은 서로 맞붙게 되었는데, 석륵은 329년 유요를 패사시킨 뒤 전조를 멸망시켜 화북을 통일했다.
333년 석륵이 죽고 그의 아들 석홍이 즉위했으나, 실권자이자 그의 사촌이었던 석호가 석홍을 폐위시킨 뒤 스스로 즉위했다. 그는 성격이 매우 포악하고 잔인하여 많은 사람들을 죽였으며 공포 정치를 펄쳤다. 이 시기가 후조의 전성기였는데, 석호 사후에는 황족들끼리의 계승 분쟁으로 크게 쇠약해져 곧 멸망하게 되었다. 석륵의 양자였던 한족 출신의 석민은 양부(養父)가 사망하자 성씨를 '염(冉)'으로 고쳐 염위(冉魏)를 건국하였다. 염민은 351년에 후조를 완전히 멸망시켰으며, 이민족에 대한 복수를 감행하여 다수의 갈족을 학살하였다. 후조가 멸망하자 화북 각지는 완전히 군웅할거 상태가 되었는데, 요동에서는 선비족 모용씨가 전연(前燕)을 건국하였으며 관중에서는 저족 출신의 부홍(苻洪)이 전진(前秦)을 세웠다. 그러나 염위는 얼마안가 전연의 명장 모용각에게 패망하였고, 전연과 전진은 각각 관동과 관서로 화북을 양분한 뒤 중국 북부의 패권을 다투었다.

### 중기
357년, 부홍의 손자 부견이 반정을 일으켜 전 황제였던 부생을 폐위시키고 제위에 올랐는데,. 그의 치세에 전진은 본격적인 전성기를 맞이했다. 우선 부견은 명재상 왕맹(王猛)을 기용하여 내치에 힘을 기울이는 한편, 370년에 전연을 침공하여 멸망시키고 화북 대부분을 지배하에 두었으며 373년에 동진의 사천 지역을 정복하고 376년에는 전량과 대나라까지 멸망시킴으로써 화북을 통일하였다.
이러한 치적을 쌓으면서, 그의 제국은 오호십육국 가운데 통일적인 힘을 가장 강력하게 발휘했던 왕조가 되었고, 그 강역이 화북에만 국한된 것이 아니라 한반도 북부에서 서역까지 미쳤다. 부견은 또한 순수한 이상주의자였기도 했는데, 그는 스스로를 선대의 진시황이나 한고제처럼 '통일 중화제국의 황제'라는 연장선상에 놓았으며, 단순히 저족의 통치자인 것을 넘어 한족과 이민족을 아우르는 황제가 되고자 했다. 이를 위해 부견은 100만이 넘는 대군을 일으켜 383년 동진을 침공했다.
그러나 그해 11월에 벌어진 비수대전에서 전진군은 동진의 기만책에 휘말려 크게 패배했고, 이 전투의 패배로 전진의 국력은 단번에 쇠퇴하기 시작하였으며 각지에서 독립만을 고대하던 여러 민족 군벌들이 할거하였다. 따라서 화북 일대는 다시 여러 왕조들이 난립하는 혼란기로 접어들게 되었다.

### 후기
비수대전 이후, 전진이 급속하게 붕괴되면서 각지의 여러 군벌들은 그들만의 왕조를 세웠다. 특히 부견의 휘하에 있었던 요장과 모용수는 각각 섬서와 관동 일대에 후진(後秦) 및 후연(後燕)을 건국했으며, 이외에도 병주의 대(代)와 서연, 섬서의 서진, 감숙의 후량 등이 있었다. 그후의 혼란 속에서 관동에는 북하, 감숙에는 북량·남량·서량이 건국되고, 산동에는 남연 등이 난립하는 등 분열 상황이 더욱 심화되었다.
이 상태에서 모용수의 후연과 요장의 후진이 제일 강력했다. 후연은 서연을 멸망시키고, 후진을 전진을 멸망시켜 영토를 확대하였고 다시 화북을 동서로 양분하였으나, 선비 탁발부 출신의 탁발규가 건국한 북위와 흉노의 혁련발발이 건국한 북하가 이들을 누르고 강대해졌다. 395년에 북위에 패배한 후연은 남연과 북연으로 분열되었고, 대부분의 영토를 북위에게 빼앗겼다. 후진 또한 북하에게 공격을 당해 영토를 상실하다가 417년 동진의 유유에게 멸망당했다.(유유는 그에 앞서 410년에 남연도 멸망시킨 상태였다.)
북하는 유유가 물러간 뒤 장안을 탈취하여 북위와 함께 화북을 양분했으나, 427년 북위에게 패한 뒤 쇠퇴를 거듭하다 431년에 멸망당했으며, 436년에 북연을, 439년에 북량을 멸망시킨 북위가 마침내 화북을 통일하니 이로써 오호십육국 시대가 막을 내리고 남북조시대가 시작되었다.

오호십육국 시대의 영토 변천 과정을 나타낸 지도

### 번외: 동진의 북벌 및 유유의 찬탈
약 1세기 가량 강남 지역을 통치하는 동안, 비록 일련의 반란과 지방 호족들의 비협조적인 태도에 어려움을 겪긴 했지만, 동진은 화북 지역을 탈환하기 위해 몇 차례 북벌을 시도하였으나 모두 성공적인 결과를 거두지는 못했다.
313년, 사마예는 조적(祖逖)에게 1,000명의 군사와 3,000개의 화살을 주어 북벌을 하도록 했다. 동진 조정의 무관심과 부족한 지원에도 불구하고, 조적은 황하 남안의 허난성 일대를 탈환하고 석륵의 후조군을 여러 번 격파했으며, 심지어 서진의 본래 수도였던 낙양 근처까지 진주하기도 했다. 그러나 사마예는 조적의 북벌이 성공한다면 그가 조조나 사마의처럼 군벌·권신이 될 것을 우려하여 원정을 계속 방해했다. 속좁은 황제를 한탄하던 조적은 결국 홧병으로 56세에 사망하고 말았고, 석륵은 허난성 일대를 재점령하였다.
347년, 환온은 사천 지방으로 진군하여 성한을 멸망시킨 뒤 그곳을 동진의 영토로 편입시켰고, 수 차례의 북벌을 감행하여 354년 전진에게서 장안을, 356년 요양으로부터 낙양을 잠시 탈환하였다. 369년 그는 대군을 이끌고 황하를 건너 하북까지 진군했지만, 전연에게 패배하였다. 2년 뒤인 371년에, 환온은 자신이 황제가 될 야망을 품고 폐제 사마혁을 폐위시킨 뒤 나이가 많은 간문제 사마욱을 옹립시켰다. 그의 뜻은 373년에 사망한 아버지의 뒤를 이은 환현이 받들었는데, 그는 아버지의 야망을 실현하여 안제 사마덕종으로부터 선양을 받아 잠시나마 황제가 되었으나 불과 3개월 만에 유유에게 패사하였다.
유유 역시 북벌 과정에서 세력을 키운 장군 중 한 명이었다. 409~410년에, 그는 몇 차례의 공격을 통해 산동의 남연을 멸망시켰으며 416년에 후진의 요흥이 사망하자 그 틈을 타 하남을 침공하여 낙양을 함락시킨 뒤, 산서로 방향을 틀어 장안마저 쳐 떨어뜨렸다. 후진 황제였던 요홍은 항복한 뒤 건강으로 압송되어 참수되었다. 후진이 멸망하면서 서북부의 몇몇 소국들(서진, 북량, 서량)은 명목상 동진의 제후국이 되었다. 이제 유유는 남은 서량 지역과 황하 이북을 점령하여 천하통일을 완성하기 위해 때를 노리고 있었다.
그러나 장군 사이의 내분, 민심의 악화, 보급운송의 장애 등으로 혼란이 고조되고 있던 상황에서 그해 11월 혁련발발이 쳐들어와 장안과 관중 지방을 모두 점령해 버렸다. 동진 수비대는 완전히 박살이 났으며, 방어 담당 사령관 유의진은 장작더미에 숨어 있다가 간신히 탈출해야 했다. 포악한 혁련발발은 생포한 동진 수뇌부들과 병사들을 모조리 참수한 뒤 경관을 쌓고 촉루대라고 이름붙였다. 이에 여태껏 북벌로 다져놨던 자신의 입지가 흔들릴까 두려워진 유유는 마침내 420년 공제 사마덕문을 강제로 폐위시키고 스스로 황제에 즉위했으며, 국호를 '송(宋)'으로 고쳤다. 유유가 세운 송 왕조는 479년까지 존속되었다.

## 강역과 행정구역

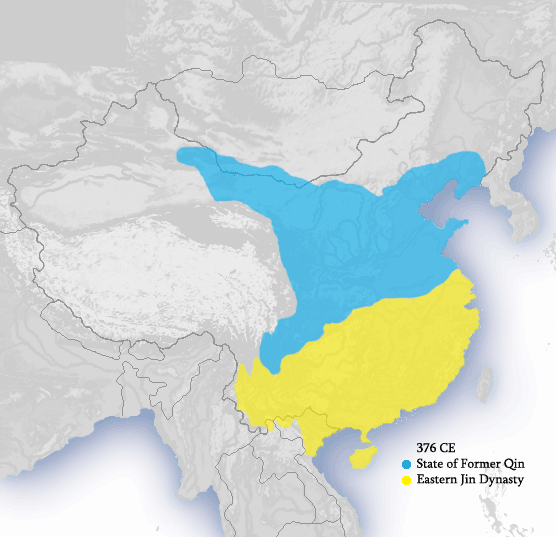
오호십육국의 주요 범위는 화북, 화중, 사천 등지를 포괄한다. 위 지도는 비수대전 이전의 중국 형세인데, 이때 전진은 오호십육국 역사상 단일 국가의 최대 범위까지 확장되었다.

서진 말기에는 전국에 21개의 주가 있었다. 오호십육국 시대, 북중국에 있는 이민족 왕조들의 최대 범위는 화북에 국한되었으며 국경의 변동이 빈번했다. 이때 여러 나라가 난립했던 기간 동안 전조, 후조, 전진 등이 잠시나마 중원 지역을 통일하기는 했으나, 이것은 일시적이었을 뿐 그리 오래가지 못했다. 전진만이 한때 화북, 화중 북부, 사천 등지를 점유했는데, 이것은 오호십육국 단일 국가 중 가장 큰 범위였다.
이민족 왕조들의 행정 구역은 대부분은 서진을 계승하여 주, 군, 현의 3개 체제를 채택했다. 비록 각국이 차지하는 면적은 그리 크지 않았지만, 이들은 많은 주들을 설립하여 각 주의 경계를 크게 축소시키는 정책을 취했다. 또한 전조(前趙)가 유주(幽州)를 북지군(北地郡)에, 후진(後秦)이 기주(冀州)를 포판(蒲坂)에, 남연(南燕)이 서주(徐州)를 거현(莒縣)에 설치한 것처럼 자신들이 설치하지 않은 주·군을 그들의 경내에 설치하곤 했다. 한편 자신들의 영토를 표시하기 위해 종종 국경을 넘어서 인접한 국가의 주를 영내에 설치하는 경우도 있었다. 그래서 여러 나라가 같은 이름의 주를 동시에 소유하는 아이러니한 상황이 벌어졌는데, 나중에 북위가 화북을 통일한 후 이러한 행정구역들을 모두 합치자 주의 영역은 축소되었으며, 군은 의미를 잃어버리고 곧 폐지되었다.
또한 이민족 왕조들은 '교주군현侨州郡縣'을 만들어, 유랑민(流民)들의 본적을 따서 새로운 주·군(新州郡)의 이름을 정했다. 모용외가 요동에 있을 때, 그는 자신에게 귀순한 사람들 중 기주인들이 거주하는 군을 기양군으로 명명하고, 같은 방식으로 예주인들은 성주군, 청주인들은 영구군, 병주인들은 당국군으로 각각 바꾸어 불렀다. 또한 서진 말기 하서(河西)에는 이미 유민들을 위한 군현이 있었으며, 양주자사 장궤는 유민들을 위해 무흥군을 설치하기도 했다. 405년, 서량 초대 황제 이고는 남인이 회계군에, 중주가 광하군에 거주하도록 했다. 이들 군현은 동진 및 남조의 교주군현과 거의 같은데, 남조는 유민의 본적지가 아닌 대략적인 지명을 사용했다는 점이 차이점이다.
십육국들도 서진처럼 행대(行臺)를 두었지만, 그 성격은 좀 달랐다. 위진(魏晋) 시대의 행대는, 전쟁이 일어났을 때 중앙기관인 상서대에서 기동하는 행정 단위(상서대 관리 일부일수도 있고 사절만 있을 수도 있음)를 파견하여 조정의 종군도독을 대표하는 기관이었다. 그러나 십육국의 행대는 상서대의 파견 단위로써, 전략적인 위치에 설치된 지방 최고의 군정기구였다. 예를 들어, 후조의 석륵은 양국(襄國)을 수도로 세운 뒤 중요 거점이었던 낙양에 행대를 설치했으며, 후연의 모용수는 행대를 계(薊)에 설치한 뒤 모용성을 그곳의 상서좌복사록행서사로 삼았다. 북위 초기에는 업과 중산에 모두 행대가 설치되어 행정·군사적 요충지 역할을 했고 남북조 시대에 이르러서 행대는 점차 최고위 지방행정기관으로 거듭났다. 그러나 행대는 내향적인 성향이 매우 다분했기 때문에, 자칫하면 지방 군정의 권력을 장악하고 각 지방에 대한 중앙정부의 통제력을 약화시키는 부작용을 불러일으킬 수 있었다.

## 정치 체제

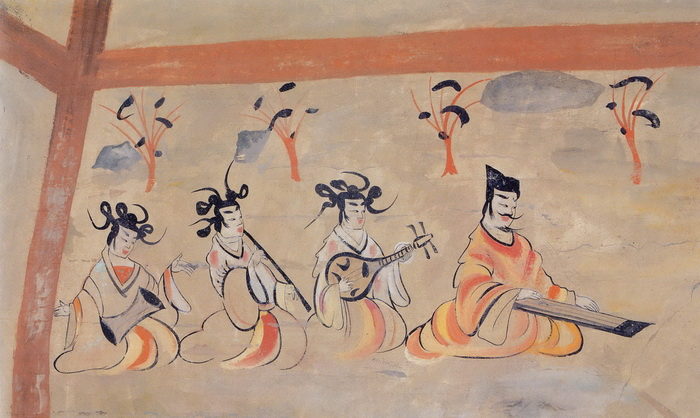
후량~북량 시기의 '연거행락도'. 악곡을 연주하는 세 명의 여성 악가들이 각각 함비파, 피리, 세장구를 들고 있다. 이들의 머리 스타일은 "상투"를 틀고 있으며. 또한 V형의 목 부분 마감에 소매가 넓은 긴 옷을 입고 있다. 오호십육국 시대의 이민족 왕조들이 한족의 문화를 얼마나 잘 받아들였는지 보여주는 그림 중 하나이다.

오호십육국 시대의 정치는 비교적 혼란스러웠다. 특히 황권이 제대로 안정되지 않았으며, (앞서 서진이 그랬던 것처럼) 종친들에게 군권을 주어 지방에 분치시키는 일이 왕왕 있었고, 제후들이 독립을 원하는 경우도 있었기 때문에 통치자 뿐만 아니라 왕조 역시 자주 교체되었다. 또는 각지에서 군벌들이 거병하는 경우도 있었는데, 예를 들어 전진이 비수대전에서 동진에게 패하자 순식간에 화북 일대가 혼란해진 것 등이 있다.
이를 방지하고 정권을 공고히 하기 위해, 황제는 비열하며 잔혹한 수단들까지 동원하여 황권을 저해하는 불안요소들을 제거하거나 혈육상잔을 벌여야 했다. 후조 천왕 석호와 그의 아들인 석진(태자), 석선, 석도가 권력다툼을 벌인 것, 후연 시조 모용수가 전연에 있을 때 모용평 및 모용위와의 정치적 싸움에서 패하여 적국 전진으로 망명한 것 등이 대표적이다. 훗날 북위가 화북을 통일하고 나서야 이러한 황권 불안 문제는 대체로 일단락되는 모습을 보였다.
십육국 시대 정치의 특징 중 하나는, 이민족(胡)과 한족(漢)을 따로 분리하여 지배하는 체제인 '호한분치胡漢分治'를 채택하여, 별도의 조직을 설립한 뒤에 통치를 실시하였다는 것이다. 예를 들어, 전조의 유총(劉聰)은 농경민을 통치하는 조직인 좌우사예左右司隷와 내사를 두어 한족을 다스렸으며, 단선우單于左 및 우보급도위右輔及都尉를 두어 유목민을 다스렸다. 또한 한인은 전통적인 호(戶)의 단위로 관을 두고 한족의 전통 방식에 따라 통치했지만, 유목민은 낙(落, 천막으로 생계를 꾸리는 단위)의 단위로 서로 다른 계통의 관리들을 두어 각자의 부족 전통에 따라 통치했다. 한편 종친과 부족 중심의 정군 구조 역시 이 무렵의 특징 중 하나였다. 원래 유목사회에서 부족과 혈연 중심의 통치 체제는 흔하게 있었는데, 이것을 중국에서 그대로 실시할 경우 부족장들이 강한 권력을 가지게 됨으로써 황제의 권위가 약화되고, 관료 기구가 힘을 쓰지 못하며, 부족장들간의 갈등으로 내분이 일어나기 쉬운 단점을 지니고 있었다. 전진의 부견과 왕맹이 이러한 문제점을 해결하고자 개혁을 추진했으나 완전히 성공하지는 못했고, 후에 북위의 탁발규가 부락해산을 단행하고 새로운 통치 기관들을 설립함으로써 이러한 통치 특색은 점차 약화되었다.
유연, 부견과 같은 많은 오호의 군주들은 한족의 문화를 수용하여 유교를 장려하고, 구품중정제 등의 제도를 채택하여 인재(세족)들을 선발하였다. 하지만 이들 세족이 이민족 군주들과 협력한 것은 주로 목숨을 부지하기 위함이었고, 실제로 많은 세족들이 이들의 문화가 미개하다고 얕잡아 보았으며 심지어 일부 세족들은 이민족 왕조에서의 자신의 출세를 부끄러워 하여 후에 자신이 죽을 때 출사경위를 묘비에 써넣지 말라고 자손들에게 경고하기도 할 정도였다. 석륵의 정사족 구법, 부견의 사족 회복, 모용보의 정사족 본관과 같은 여러 정책들은 모두 세족의 권리를 인정하여 그들을 자신의 편으로 끌어들이고자 한 것이었다. 실제로 석륵은 다른 국가를 정벌하고 한 지역을 점령할 때마다, 반드시 그곳의 세족을 소집하여 부하들에게 이들을 절대 모욕하지 말라고 명하기도 했다. 화북이 혼란해졌을 때 많은 인구가 요동으로 이주하였는데, 이때 모용외는 교군을 두어 이들을 수용하고 그곳의 세족들을 적극적으로 등용하였다. 이들은 나중에 전연의 초석이 되었으며, 이러한 관습은 후연 및 서연, 남연까지 계속 이어졌다. 전진 황제 부견 역시 그의 재상 왕맹의 영향을 받아 한족 문화를 빠르게 수용하였다. 그는 전연을 멸망시킨 뒤 왕맹의 건의를 듣고 관동 세족을 중용했는데, 그 덕분에 나중에 왕맹과 사대부들이 이끄는 관료 기구 하에서 전진의 국력은 매우 높아질 수 있었다. 북위의 선비 탁발씨도 개국 초기부터 청하 최씨 등의 세족을 중용하고, 구품중정제를 실시하였으며, '중정관'과 같은 한족의 통치 체제를 도입했다. 이것들은 모두 이민족 왕조들의 발전을 촉진시켰다.

## 주변 국가들

전연(파랑)과 후조(연두)의 강역 및 동북 지역·한반도 일대의 국가별 분포도. 전연 오른쪽에 고구려(高句麗)라는 글자가 보인다.

동북방에서는 고구려가 지역 강국으로 성장하기 시작했다. 비록 339년 고국원왕 시기에 전연이 쳐들어와 패배하기는 했지만, 광개토대왕 시기에 신라, 백제 등을 정벌하고 후연과의 전쟁에서 요하 유역과 요동반도를 점령하면서 전성기를 구가하였다. 후연 황제 모용희는 두 차례나 출병하여 요동 지역을 탈환하여 하였으나 목적을 달성하지는 못했고, 결국 436년 후연의 후계 국가였던 북연은 북위에게 멸망하였다. 한편 그 서북쪽에서는 해족(타타비)와 거란이 등장하였다.
몽골 고원에서는 유연이 급격히 성장했다. 유연 시조 목골려는 중국측 기록에 따르면 원래는 선비 탁발부의 노예였으나, 그들이 북중국으로 남하하자 몽골 초원으로 갔다고 한다. 그의 후손인 사륜의 시대에 일대의 유목민족들을 복속시킨 후 '구두벌가한丘豆伐可汗'을 칭하면서 유연 제국을 건설하였다. 이들은 막북을 재패하고 투라강 일대에서 철륵을 물리쳤으며, 탁발부가 건국한 북위와 대립하였다. 그러나 이들은 북위와의 전쟁에서 대체로 열세인 모습을 보였으며, 휘하의 유목민족이 계속 반란을 일으키면서 쇠퇴하였다. 유연은 552년 돌궐에게 멸망하였다.

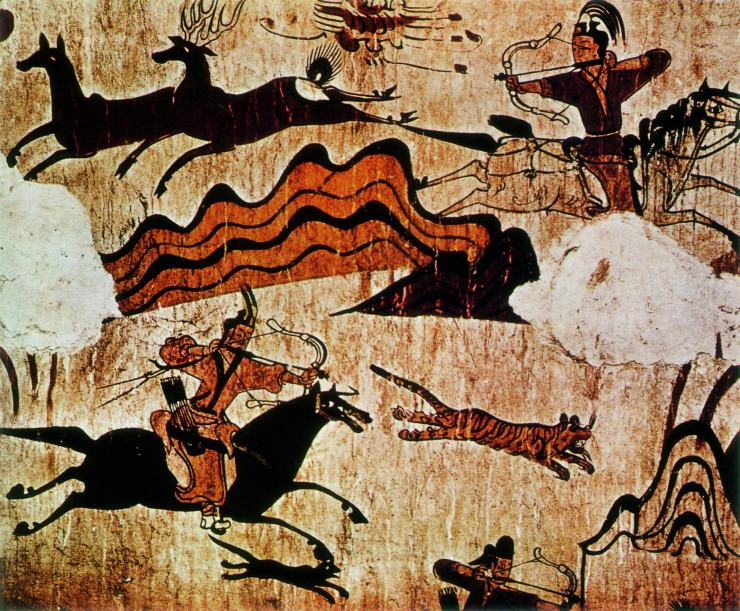
고구려 무용총의 수렵도 벽화.

서역에는 구자, 소륵, 차사, 우전 등이 있었는데, 이들은 감숙 일대에 세워졌던 양 왕조에게 복속하였다. 전량, 후량, 서량, 북량은 모두 서역 일부를 지배 하에 넣었다. 특히 전량(前凉)은 서역에 고창군과 전지현(阗地縣)을 두고 사주자사(沙州刺史) 산하 고창태수(高昌太守)의 관할하에 편입하는 등 서역 경영에 힘을 기울였다. 또한 서역장사영(西域長史營), 무기교위영(戊己校尉營), 옥문대호군영(玉門大護軍營) 등을 설치하여 서역의 일상사무에도 관여하였다. 다른 양 왕조들도 이 제도를 유지하였다. 382년, 전진 황제 부견은 휘하의 여광을 서역으로 파견하여 그곳에 도호부를 설치하였는데, 훗날 여광은 후량(後凉)을 세우고 아들 여복을 서역대도호(西域大都護)로 임명하였다.
토욕혼(吐谷渾)은 원래 선비 모용씨의 한 갈래였는데, 그 시조 모용토욕혼은 전연 시조였던 모용외와 사이가 나빠서 일찍이 청해 북부로 이주하여 그곳에서 나라를 세웠다고 전해진다. 나중에 이들은 감숙 남부와 사천 북서부까지 확장하여 저족과 강족을 지배하였으며, 이곳을 통과하는 실크로드 일부를 장악하고 중개 무역을 통해 부를 창출하였다. 10대 왕인 모용모괴(慕容慕璝) 대에 이르러서는 남쪽으로 남조과 교류하는 한편 북쪽으로는 북위와 동맹하여 북하를 멸망시키기도 하였다. 토욕혼은 무려 당나라 초기까지 존속하였으나 7세기 중반 강성해진 토번에게 사라지고 말았다.

## 군사조직

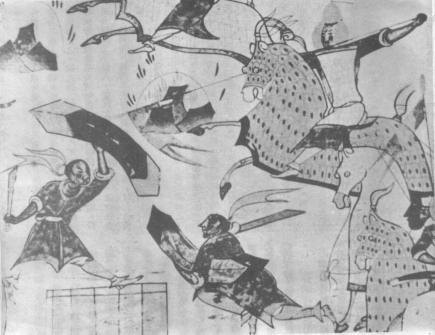
북방 민족의 전쟁 모습을 나타낸 그림. 우상단의 중장기병이 오호의 주요 전력이었다.

상술했듯이, 오호십육국 시대에 화북의 이민족 왕조들 대부분은 이민족 분치제도, 내지는 호한분치 제도(胡漢分治制度)를 실시하여 한 나라에서 두가지 다른 군정체제를 병행하였다. 이로 인해 군사 통수권자는 선우대와 도독중외의 여러 군사들로 나뉘어 병립하였다가, 정세의 흐름과 함께 점차 통합되는 양상을 보였다. 이들 병제는 대체로 서진의 그것과 같았고, 중군·외군 조직 및 도독·장성 등의 직책이 있었다. 중군은 중앙정부의 직속 군대로서, 주로 수도를 보위하는 역할을 맡았다. 외군은 중앙정부 직할령 내의 각 주 도독들이 통솔하는 군대였다. 각국의 병권 대부분을 황실의 종친 및 실권자들이 장악하고 있었다는 것도 특기할만한 점이다. 대표적으로 전진의 왕맹, 전조의 유요, 후진의 요홍, 전진의 부웅 등이 있다. 원래 이것은 왕조의 지배력을 강화하기 위한 조치였으나, 결과적으로는 내부 분열과 군권의 분산으로 이어져 국가의 통일 역량에 상당한 장애 요소로 작용했다. 또한 서진의 경우와 같이 지방 종친들이 강한 권력을 가진 상태에서 중앙 정부가 혼란에 빠진다면 대대적인 내전이 발생할 가능성도 있었다.

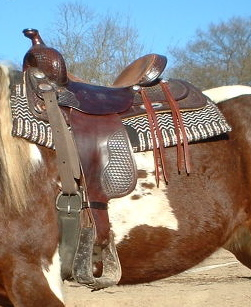
등자의 발명은 기병 전투력을 크게 향상시켰다.

각국의 군대는 기병을 위주로 편성되었으며, 보병은 그 다음이었는데, 이는 이민족들이 대부분 북방 유목민족 출신이라 기마술에 능한 것도 있었다. 다만 공성전이 출현하고 한족이 군대로 편성되면서 보병의 수도 점차 늘어났다. 단적인 예로 비수대전 때 전진의 군대 중 60만 명은 보병, 27만 명은 기병이었다. 병역제도 면에서는 본국의 전 국민들에게서 병사를 징집하는 '부족병제(部落兵制)'를 실시하면서 위진(魏晋) 시대 병제(兵制)의 특징과 유목민족 특유의 병용제를 겸비하였다.
기본적으로 중군은 종신 복무였으며, 그 가족들은 보통 병영에 따라 모여 살면서 군량미 보급을 책임졌다. 이때 각지의 외군을 진수했는데, 이를 따라 모여 사는 가족들을 특히 '진호(鎭戶)'라고 구별하여 불렀다. 이들의 군영과 촌락은 모두 병력의 원천이 되었다. 기타 국민들에게는 징병제를 실시하여 군·현의 각 민족마다 정해진 인원들을 징발하여 병력을 보충했다. 그 중에서는 항복한 요새의 한족 병사들과 농민들도 포함되었다.
오호십육국 시대에 각국의 기병 전력은 발전을 거듭했다. 등자가 보편화되면서 양손을 자유롭게 사용할 수 있게 되었는데, 이것은 기마돌격 및 말 위에서의 창술, 궁술, 검술 구사를 가능하게 함으로써 각 기병의 전투력을 향상시켜 주었다. 마갑 역시 원거리 공격으로부터 말들을 보호하기 위해 개발되었으며, 이 무렵에 보편적인 장비가 되었다.

## 사회

### 인구

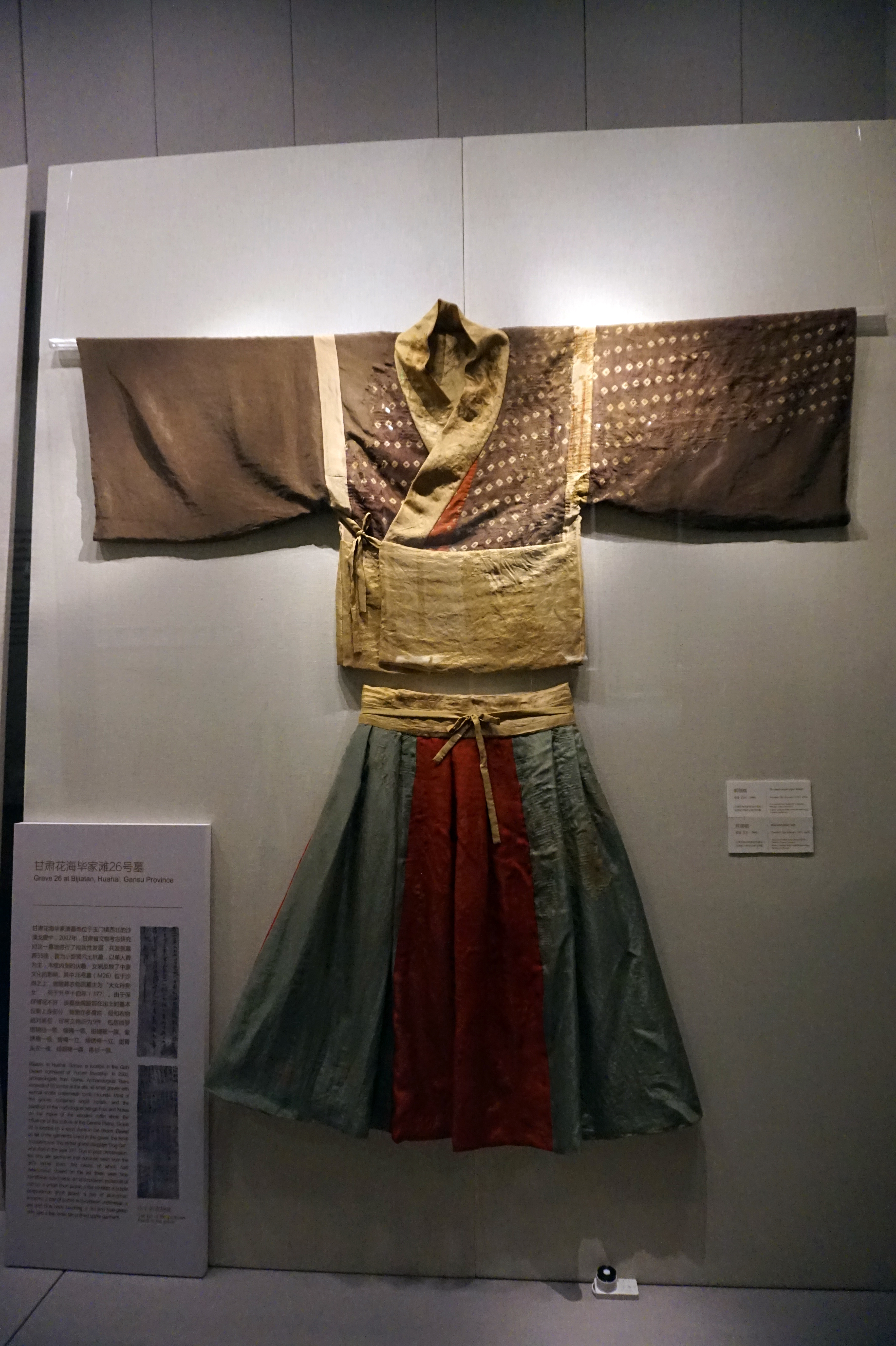
감숙에서 출토된 전진 시대의 자주발 저고리·비벽치마

오호십육국 초기에, 수많은 한족 인구가 전란을 피해 남쪽으로 이동하였는데, 그 규모와 기간은 유례가 없을 정도로 길었다. 성한의 익주(益州, 오늘날 사천성), 전량의 하서회랑(河西走廊), 전연의 요하 유역(辽河流域)에 이러한 피란민들이 대거 유입되었고, 그중에서도 하서 지역은 실크로드 경제 무역의 중요 요충지가 되었다. 중원 지역에 잔존한 한족 농민 및 귀족들은 그곳에 요새나 성곽을 지어 스스로를 보호했는데, 나중에 이들이 어느 한 국가로 편입되었을 때 이는 군사 방위의 목적으로 사용되었다. 한편 세족과 호족들이 보유한 음호(陰戶)는 국가 부역을 부담하지 않았으나, 가끔 국고 수입과 노동의 원천인 인구를 자세히 파악하기 위해 관리들은 호적을 검사하고 음호를 더 큰 행정구역인 편호(編戶)에 귀속시키기도 했다.
당시 중원에서 두각을 나타낸 북방 민족으로는 선비족, 오환, 고구려, 갈족, 남흉노, 노수호 등이 있었으며, 이외에도 강족, 저족, 파촉인 등이 활약하였다. 사회경제사학자 카를 비트포겔은 이들이 세운 왕조를 구별하면서, 16국과 북위는 '침투왕조(Infiltration dynasty)'라고 규정하였다. 비트포겔의 주장에 따르면, 이민족들이 중원에 잔존해 있던 한족과 섞이면서 '문화 차용'이 이루어졌고, 그 과정에서 양측 간의 문화 교류 및 민족융합이 점진적으로 진행되었으며, 마침내 법·제도·의례 등에서 한족의 영향을 크게 받았다는 것이었다. 일본의 사학자 스기야마 마사아키는 이들 유목민족이 본래부터 중원에 존재했으며, 서진이 붕괴한 후 농경 위주의 한족 거주지에서 활동하면서 그곳에 정착하여 농업 생활로 바뀌었다고 언급한다. 이러한 시각에서 본다면, 중원은 한족 고유의 땅이며 이민족이 그곳을 점령했거나 아예 중국사 내부로 들어왔다는 주장은 전통적으로 한족을 중심으로 한 중국적인 사관에서 그렇게 되는 것이고, 다른 입장을 고려해본다면 이들의 활동무대가 본래의 거주지를 넘어 북중국까지 크게 확대된 시기였다고도 볼수 있을 것이다.
초기에는 사상의 충돌, 민족간의 갈등, 정쟁 및 내전, 학살 등이 빈번했다. 전진이 화북을 통일하기 이전에 혼란이 끝나지 않아 인구가 크게 감소하였는데, 염위(冉魏)의 경우 시조 염민이 이민족 학살을 명하여 약 20만명에 달하는 이민족이 살해당했는데, 그중에서도 갈족은 아예 멸족 지경까지 이르렀으며 이후 식량부족과 타 민족의 공격 등 여러 요인이 겁쳐 결국 갈족이 고향으로 돌아갔을 때 그들의 인구수는 이전의 3할도 되지 못했다.
오호십육국 중기에는 북방의 각 민족들과 한족 사이에 서로 민족 및 문화의 융합이 이루어지면서 사회가 안정되고 인구가 점차 증가하기 시작했다. 후한 초기에서 위진 시대까지 북방의 여러 이민족들은 잇달아 중원으로 이주하여 한족과 함께 살았으며 한나라 문화의 영향을 받았는데, 흉노나 저족 등이 한족의 성으로 개명하고 중국어와 학문을 익힌 것 역시 그 일환이었다. 다만 일부분에서는 차이점이 있었는데, 대표적으로 한족들은 곡물 음식을 선호했던 반면 북방 민족들은 소고기 및 양고기나 버터 등의 유제품류를 선호했다. 또한 생활 도구, 의류, 음악 등의 분야에서도 양 민족간의 차이가 일부 존재했다.
기존의 북방 유목민족들이 남하하면서 몽골 초원은 공백 상태가 되었으며, 따라서 유연 등의 신흥 민족이 출현하여 선조들의 행보를 그대로 답습하였다. 이들은 (한화된) 북중국의 이민족 왕조들과 교류했으며 중원의 문화와 생활에 적응하기도 했다. 북중국에서의 민족 간의 융합은 북주와 수나라 시기까지 계속되었다. 한편 장강 이남의 한족 왕조에서는 중원의 한족들이 그곳의 토착 한족과 산월, 백월 및 남방의 다른 여타 민족들과 혼혈되었다. 수나라가 중국을 통일한 뒤, 남북의 경계선은 점차 희미해졌으며 결국에는 하나로 융합되었다.

### 경제

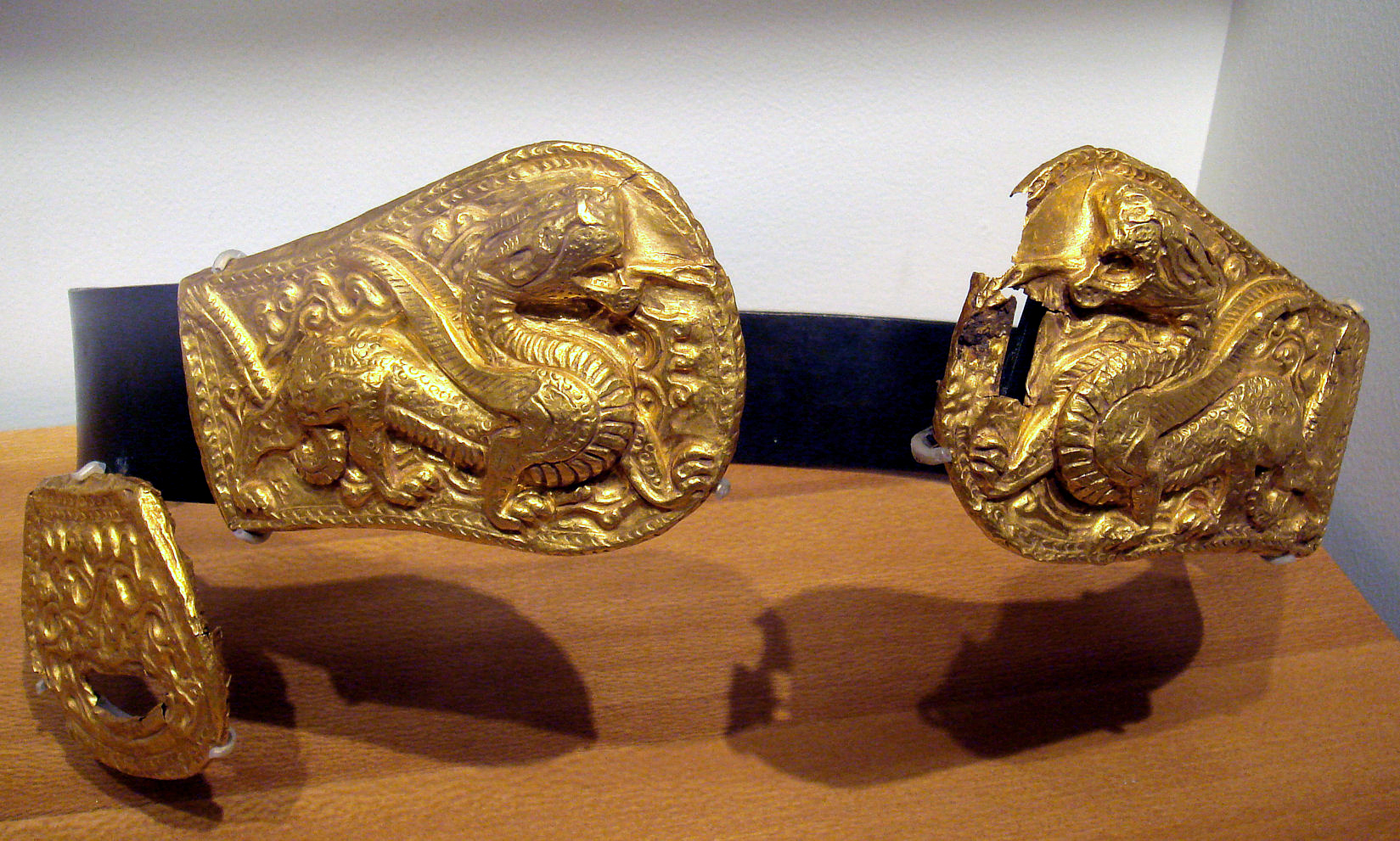
선비족의 혁대. 약 3~4세기 사이에 제작된 것으로 추정.

당시 황허 일대 및 관중 지역은 가장 큰 전화(戰祸)와 경제적 피해를 입었다. 특히 전란 과정에서 많은 인구가 사망하거나 남쪽으로 이동하였으며, 중원의 남은 한족들은 이민족들에 대해 불신이 가득했으므로 오호십육국 초기에는 경제 발전이 어려웠다. 유목생활을 하던 이민족들이 세금 및 경제 분야에 대해서 어두웠던 것도 한몫했다.
그러나 점차 안정기에 접어들자 경제는 발전하기 시작했다. 예를 들어 전조의 유요와 후조의 석륵이 경쟁하면서 화북은 초토화되었지만, 후조의 통일 이후에 석륵이 농업과 뽕나무 재배 장려, 세수 감면 등의 정책을 펴면서 경제력이 회복되었다. 또한 일부 왕조는 일찍이 개척 시대에 기반을 다지고 내정을 잘 수행했으며, 많은 유랑민을 유치하여 경제를 발전시키고자 노력했다. 성한이 건국되기 이전부터 많은 유민들이 이웅에게 의탁했으며, 나중에 그가 나라를 건국한 직후 사천 지역은 '일은 적고 역이 없으며 백성은 부유하여' 가장 안정된 지역이 되었다. 전연의 모용황은 요동을 통치할 때 조나라 및 위나라를 본떠, 황무지를 개척하여 유랑민들을 그곳에 정착시키고 농사를 지을 수 있도록 하였다. 한편 전량이 통치하던 하서 지역은 중원에 비해 전란이 적어 비교적 많은 유민들이 귀순했는데, 그 덕분에 농업과 축산업이 비약적으로 발달하였다. 실크로드도 원할하게 유지되었을 뿐만 아니라 많은 상인들이 오고 감으로써, 전량의 수도 고장(姑臧)은 상인과 여행객들의 왕래 중심지가 되었으며 독특한 문화를 발전시킬 수 있었다.
그 절정은 전진의 부견 재위기였다. 그는 유학을 굳게 숭상하고 문교(文教)를 장려했으며, 한족 왕맹을 재상에 등용하는 한편 경제 진흥 정책을 펼쳐 관중의 농업, 수공업, 상업 등을 크게 발전시켰다. 그러자 '관중은 평안하고 백성은 풍요로우며 즐겁다(關隴清晏, 百姓豐樂)'라는 말이 나올정도로 전진은 매우 번영했다. 나중에 이는 화북 통일의 기반이 되었다. 전진 붕괴 이후 후진의 요흥이 형벌을 중시하고 부정부패를 엄격히 처벌하여 관중의 경제가 약간 회복되기도 했다. 그 뒤 서량의 이고는 옥문관과 양관의 황무지를 개척했는데, 역사 기록에는 '연곡(年谷, 해마다 나는 곡물)이 자주 오르고 백성들이 즐겁게 일하였다'라고 기록되어 있다. 북연의 풍발은 백성들의 부역을 줄여주었으며 남량의 독발오고는 농업 진흥에 치중하여 모두 근거지의 경제 발전을 꾀했다.

#### 그 외
팔왕의 난과 영가의 난을 거치면서 중원(中原)으로 일컬어지는 기존의 중심지는 황폐화되었는데, 이민족의 침입으로 이것은 더욱 가속화되었다. 오호 출신의 군주들도 약탈을 일삼고 북중국의 사회구조를 파괴하는 등의 악행을 행했다. 따라서 중원에 남아있던 여러 세족과 백성들은 험난한 환경 속에서 향촌과 가족들을 모아 독벽(塢堡)이라 불리는 요새를 건설하여 스스로를 지키고자 했다. 이후 유량민들이 잇달아 이곳에 의탁하면서 그 세는 더욱 커져나갔다. 이민족 출신의 군주은 건국 이후 중원 지역을 통치하기 위해서는 그곳의 지리와 제도 등을 잘 알고 있던 토착민(세족, 사대부 등)의 협조가 필요했기 때문에, 꽤 많은 독벽들이 그 지역에 있던 이민족 군주들과 협력하여 자신의 안위를 보장받기도 했다. 어려운 처지로 인해 북방의 세족들에게는 동족을 항상 보살펴주는 전통이 생겨났으며, 가족은 대가족화(大家族化) 되는 경향을 보여주었고 먼 곳에서 온 친척이 있으면 적극적으로 도와주게 되었다. 한족을 결속시키고 행정적으로 이민족들의 정치에 참여하게 된 이후에도 북방의 세족은 전란으로 쇠퇴하지 않았을뿐만 아니라, 오히려 그곳에 남아 있던 일부 이민족(胡人)들을 오랜 세월에 걸쳐 한인 문화에 융합시키는 성과를 거두었다.
독벽은 자급자족 사회단체의 성격을 띠고 있었으며, 이곳에 귀순한 유민들은 독벽 주민들의 보호를 받을 수 있었다. 그 대신 이들은 독벽 지휘부의 명령에 복종해야 하고, 평시에는 군사훈련과 농업생산을 병행하며 전시에는 독벽을 보위하는 병력이 되었다. 또한 생산 소득 일부는 반드시 지휘부에게 납부해야 했다. 독벽 지휘부는 생산과 군사에 대한 정책 뿐만 아니라 교육과 법 제정도 주도했다. 이러한 독벽의 수는 꽤 많았는데, 종종 이들의 협력이나 불참에 따라 전쟁의 전세가 좌우되었기 때문에 오호 군주들은 이들을 꺼려하면서 자신의 편으로 회유하려 애썼다. 이후 북위가 화북을 통일하면서 독벽들은 점차 해산되었다.

## 문화
변방의 각 종족들은 화북 지역에 진입한 후 서로 난투극을 벌였다. 이들 국가 중 전진과 후진의 문화가 가장 번성했고, 모용씨가 세운 전연과 후연이 그 뒤를 이었다 또한 한족 출신의 장궤와 이고가 건국한 전량 및 서량은, '하서문화(河西文化)'라 불리는 독특한 문화를 자체적으로 발전시키면서 당시 감숙 지역의 문화 중심지로 거듭났다. 각국의 통치자들은 정권 안정화를 위해 교육 발전에도 관심을 기울였다. 전조의 유요는 태학, 소학교를 설립하고 그곳에서 인재를 선발했으며, 전연의 모용황은 관학(官學)을 설치하고 직접 그곳의 교재인 《태상장(太上章)》 과 《전계(典誡)》를 저술했다. 후진과 남량은 율학(律學)을 설치하고 지방의 산리(散吏)들을 소집하기도 했다.

### 문학

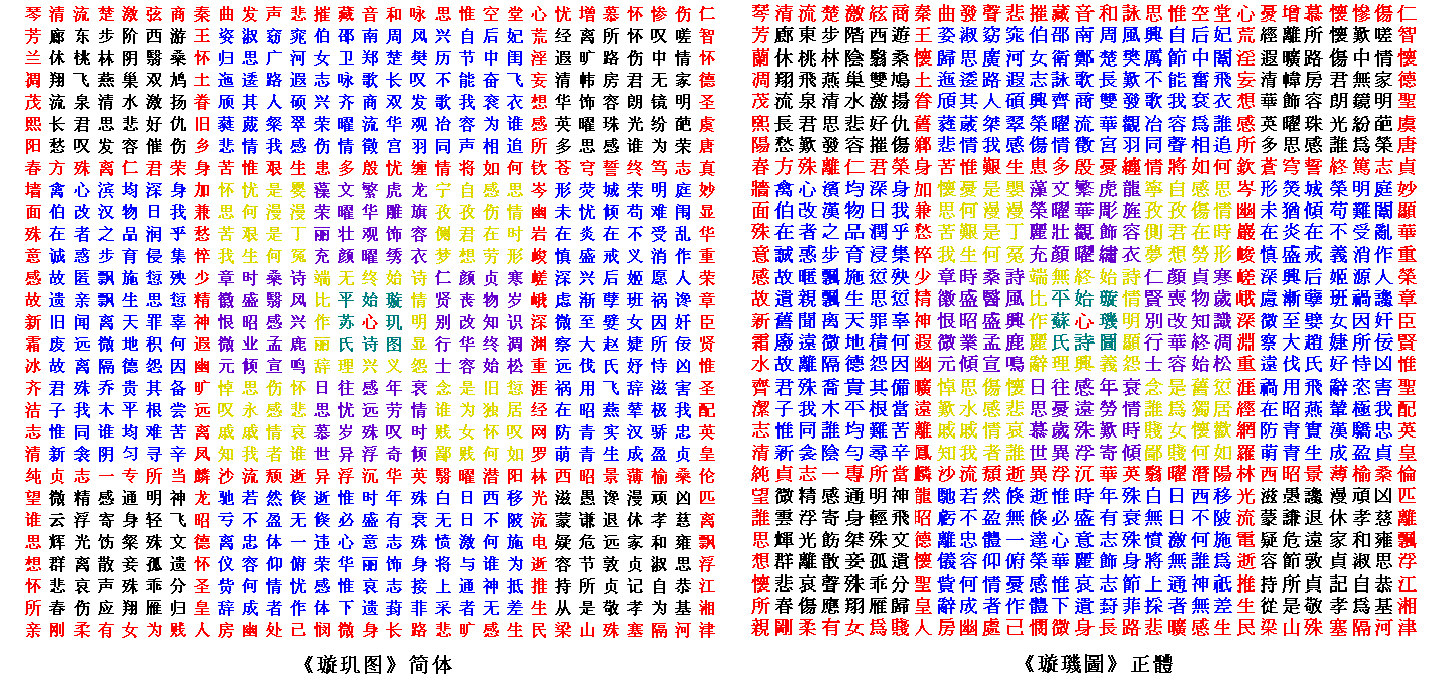
여류시인 소혜의 회문시《선기도》

당시 전해지는 시‧부(賦)가 많지 않은데, 아마도 예술적인 가치가 그리 높지 않아서 널리 전해지지 않았던 것으로 보인다. 하지만 몇몇 작품들은 가끔씩 주목할 만 하다. 특히 『주서‧왕포유신전론(周書•王褒庾信傳論)』은 이때 쓰여진 작품치고는 볼 만하다는 평가를 받으며, 문풍상으로는 서진 말기의 양식에 가까워 역사적인 가치도 충분하다. 민요에서는 악부시집의 양고각 횡취곡이 대부분 보존되어 있다. 저족에서 유래한 「기유가(企喻歌)」, 강족에서 유래한 「낭야왕 가사(瑯琊王歌辭)」, 선비족에서 유래한 「모용수 가사(慕容垂歌辭)」역시 이 시대의 작품이다.『진서』의 《재기》는 또한 전진(前秦)에 전해지는 '칼집이 긴 채찍으로 말의 왼쪽 엉덩이를 내리치자, 태세가 포로가 되고자 남쪽으로 돌아갔다네(長鞘馬鞭擊左股, 太歲南行當復虜)', '강물이 맑아지면, 부견이 새 도읍에 죽음의 칙령을 내리네(河水清復清, 苻詔死新城)'와 같은 당시의 속담을 소개하고 있다.
이외에도 전량의 장준은 저유 악부시(樂府詩)인 《해로(薤露)》및 《동문행(東門行)》의 두 편의 시를 썼는데, 이들은 『악부시집』에 수록되어 있다. 전량의 대신 사애(謝艾)는 『문심조룡(文心雕龍)』에 언급되었으며 그의 문집은 『수서‧경적지(經籍誌)』에서 감상할 수 있다. 서량의 이고가 쓴 《술지부(述志賦)》는 『진서』본전에 실렸는데, 이 부는 그의 공훈 및 업적에 대한 의지와 함께 당시 서량 정세에 대한 우려를 나타내고 있으며, 내용이 매우 문학적이다. 전진 조정(趙整)은 오언사구 시 두 편을 지어 부견에게 바쳤는데, 겉으로 보기에는 흥을 돋구는 시이지만 교묘하게 부견의 잘잘못을 풍자하는 내용을 담고 있다. 그의 또 다른 거문고 노래 《아득지(阿得脂)》는 잡언체로 쓰여졌으며 어떤 구절들은 너무 이해하기 어려워서 대략 저어를 잡용한다. 부견의 아들 부랑(苻朗)은 상당한 수준의 수필가로서 《부자(苻子)》를 썼는데, 그 내용 중에는 꽤 문학적 의미를 지닌 단편들이 많이 보인다. 한편 여류시인 소혜(蘇蕙)의 회문시 《선기도(璇璣圖)》는 비록 말장난 같은 느낌도 있지만 어휘를 구사하는 공력을 보여 끊임없이 회자되는 미담이라 평가받으며, 또 후진 종창(宗敞)의 상소문은 위나라의 진림(陳琳), 서간(徐幹) 및 서진의 판악(西晉)과 육기(潘岳)에 비견된다고 전해진다. 후진 호의주(胡義周?)는 혁련발발(赫連發)의 《통만성명(統萬城铭)》을 저술하여 《주서‧왕포유신전론》으로부터 우아하고 장중하다는 찬사를 받았다.

### 종교

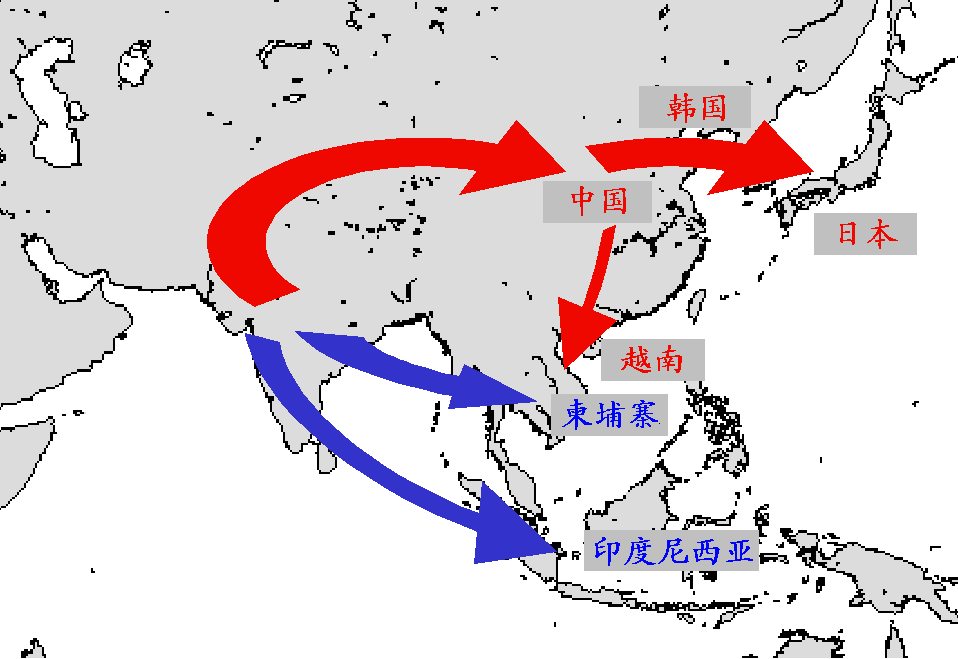
대승불교의 전파 과정을 나타낸 지도
붉은색: 불교의 북방 전파 경로.
파란색：불교의 남방 전파 경로.
자세한 것은 중국의 불교 문서를 참조.

불교는 일찍이 후한 시기에 실크로드를 따라 중국에 전래되었지만, 당시에는 민간에 도교가 성행하고 있었기 때문에 그다지 발전을 하지 못했다. 그러나 오호십육국 시대가 도래한 뒤 전란이 빈발하고 북방이 동요하면서, 각지에 괴로움이 넘쳐났을 뿐만 아니라 민중들은 인생이 쓸모없고 정신을 의지할 곳이 없다고 느끼게 되었다. 이때 오호십육국의 군주들은 불교 교리 가운데 '계악수선(戒惡修善)'와 '육도윤회(六道輪廻)'를 내세워 백성들을 달래고, 외래종교인 불교를 통해 정권의 권력 기반을 다지려 했다. 마침내 이 무렵이 되서야 불교는 북중국에서 유행하게 되었으며, 장강 이남의 불교와 서로 교류하게 되었다.한편, 도교는 후한 말에 '오두미도(五斗米道)'라는 형태로 나타났으나 서진을 거쳐 오호십육국 시대에 쇠약해졌으며, 시대 말기 북위의 구겸지가 개혁을 단행할 때까지 불교와 맞설 세를 구축하지는 못하였다.

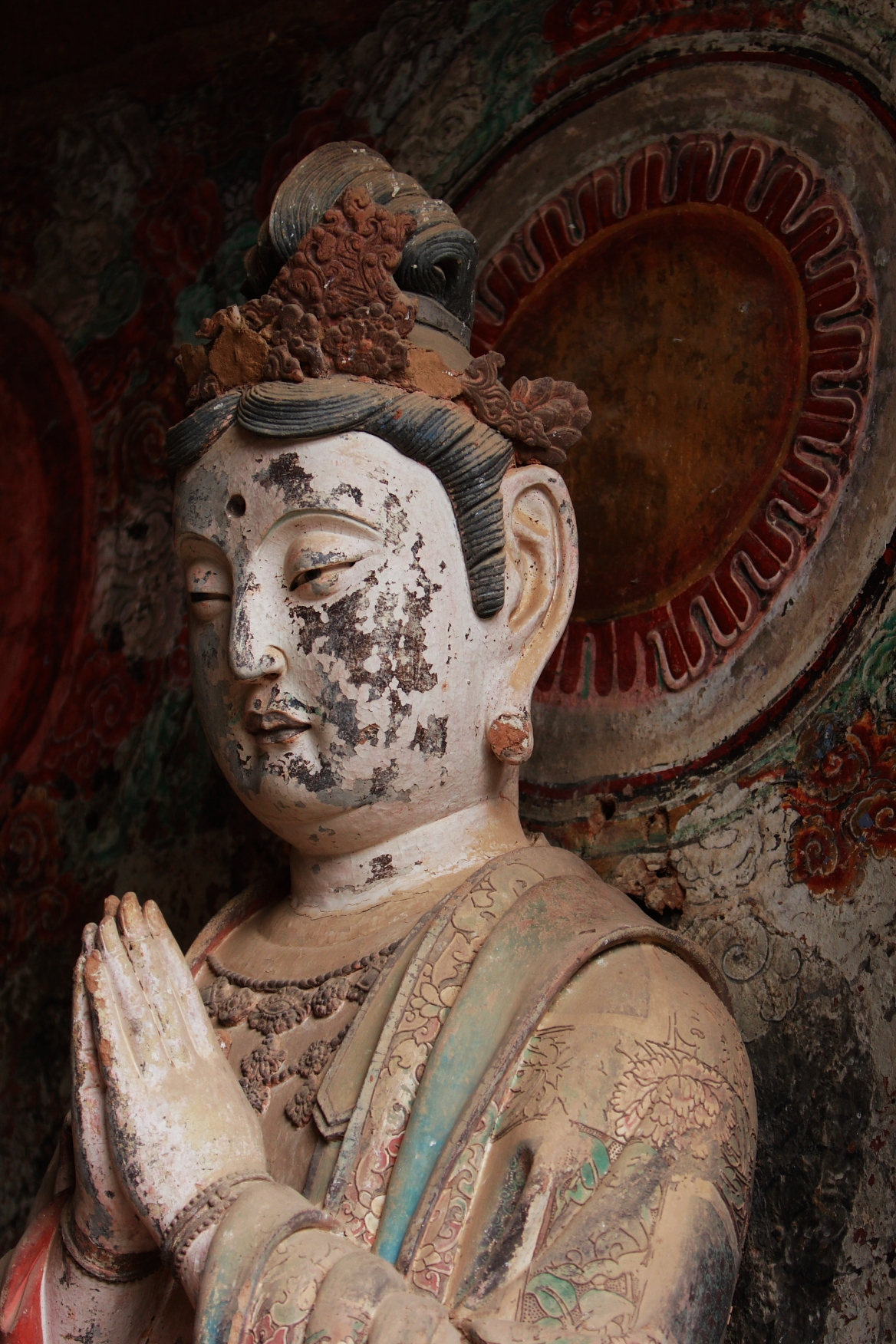
맥적산 석굴의 대불상

이 시기에는 여러 국가들에서 승려가 파견되거나 불교 서적들이 수입되기도 하였는데, 특히 불도징(佛圖澄) 및 도안(道安), 구마라습(鸠摩羅什)과 같은 승려의 노력으로 불교는 발전을 거듭하였으며 민중들에게 널리 퍼져나가기 시작했다. 또한 오호십육국의 군주들 가운데 석륵, 석호, 요흥 등은 불교의 발전을 적극 지지했다. 위에서 잠시 등장했던 부랑(苻朗)의 저서 《부자(苻子)》 내용 중에는 불교에 관해 논한 것도 있다.

#### 불도징
불도징(佛圖澄)은 서역의 승려로, 경문과 환술에 능하였다고 한다. 영가의 난이 있은 뒤 석륵을 교화시켜 백성들의 어려움을 구하고자 노력했으며 홍법(弘法)에 전력을 다하였다. 그는 왕의 고문이 되어 군사와 정치 분야에도 참여하였고, 문화수준이 낮은 북방민족을 불교문화와 신통력으로 이끌어나갔다. 후조의 왕 석륵(石勒)과 석호(石虎)로부터 절대적인 존경과 신임을 받아서, 그들은 불도징을 '대화상(大和尚, 고승)'이라 높여 칭하였다. 이 무렵에 교단과 국가와의 관계가 밀접해졌으며 후조(後趙) 내부에서의 불교 포교는 황실의 후원에 의하여 강력히 추진되었다. 335년 석호가 업에 천도(遷都)하게 되자 그 뒤를 따랐으며 항상 계율의 엄수와 전도에 힘써 그때까지 허용되지 않았던 한인(漢人)의 출가를 허용하도록 꾀하였다. 기록에 따르면 그가 창건한 사원은 893개이고 그의 가르침을 받은 승도(僧徒)가 1만명에 달했다고 한다.

#### 도안
도안(道安)은 불도징의 제자로서, 스승 사후에는 그를 대신하여 많은 문하생들을 지도하였으나 전란을 피하고자 할 수 없이 하북, 산서, 하남 등의 여러 곳을 전전하면서 유랑하였다. 후에 혜원 등 400여명의 문하생과 더불어 호북 일대에 단계사(檀溪寺)를 짓고 엄숙한 구도와 연수를 위주로 하는 교단을 조직하여 국왕과 귀족으로부터 두터운 존경과 신임을 받았다.
말년에는 전진 황제 부견의 초빙을 받아 장안으로 가서 국가 고문으로 추대되었으며, 그곳에서 카슈미르 출신의 승가발징(僧伽跋澄), 승가제바(僧伽提婆), 토하라국의 담마난제 등 외국승려들을 도와 소승경전의 번역을 완성하였다. 그는 남은 기간 동안 불경을 정리하고 번역하는 데 힘썼으며, 장안을 북방불교의 역경 중심으로 운영하였다.
도안은 『종리중경목록(綜理衆經目錄)』을 편찬하고 승려의 성을 '석(釋)'으로 규정하는 등의 업적을 남겼는데, 이 덕분에 사찰제도의 기초가 닦였으며 그의 제자들은 이후 각지로 흩어져 포교의 주역이 되었다. 도안의 업적 중 몇몇은 오늘날에도 일부나마 남아있다.

#### 구마라습
구마라습(鸠摩羅什)은 서역의 구자국 출신으로 본명은 쿠마라지바(कुमारजीव)이다. 382년 전진 황제 부견은 도안의 건의를 굳게 듣고 휘하의 여광에게 그를 장안으로 모시라고 명령하였다. 그러나 후에 전진이 비수전투에서 패하고 여광이 양주에서 할거하자 약 17년 간 그곳에서 머물렀다. 401년에 후진의 요흥이 그를 맞이해 장안으로 이주하였다. 요흥은 그에게 존경을 다하고 국사의 예를 갖추어 대했으며, 불교 경전의 번역을 부탁하였다. 그가 번역한 대표적인 불교 경전으로는 『반야경』과 대승중관학파의 논서인 『중론(中論)』, 『십이문론(十二門論)』, 『백론(百論)』 및 『대지도론(大智度論)』, 『법화경(法華經)』등이 있으며, 그 외에도 여러 경전들을 번역하여 그 수가 35부 2백여권에 달하였다. 이것들은 모두 후에 불교 교파 및 종파의 근거가 된 주요 증거가 되었다. 이때 사방의 옳은 학문과 사문이 장안에 모여들었는데, 그 다음에는 3천 개로 늘어났다고 한다.

#### 건축 및 서예
한족과 여러 이민족 간의 교류는 예술 문화의 통합을 가져왔고, 한족 고유의 문화에 이들의 색채를 더해주어 이를 보완했을 뿐만 아니라 문화의 발전을 촉진시켰다. 불교의 융성으로 석굴 조각상의 발전이 큰 진전을 보였는데, 이 시기에 가장 두드러진 건축 유형은 불사(佛事)와 불탑(佛塔), 석굴(石窟) 등이었다.
또한 불교의 융성은 고층 불탑의 건축을 선도하였으며 인도 · 중앙아시아 조각 및 회화의 도입을 가져왔다. 이는 당시 석굴과 불상, 벽화 등을 크게 발전시켰고, 한대의 비교적 소박했던 불교의 성격이 성숙하고 원순(圓淳)하게 변화하는데 일조하였다. 중국 4대 석굴 중 둔황 막고굴과 맥적산 석굴은 모두 오호십육국 시대에 만들어진 불교 건축물이다.
맥적산 석굴은 384년 후진 시기의 승려 악존(乐尊)이 둔황 동남쪽 명사산 기슭에 건립한 석굴로, 일명 '동양 조각의 전시관(東方雕塑陳列館)'으로도 알려져 있다. 이곳은 중국에서 유일하게 북조의 석상 조형체계를 잘 보존하고 있는 석굴임과 동시에, 북위부터 명 · 청까지 이어지는 중국 테라코타 조각 예술의 변천 역사를 비교적 잘 반영하고 있는 유일한 석굴이기도 하다.
둔황 막고굴은 둔황 석굴이라고도 하며, 전진 시기에 건립된 것으로 세계에서 가장 규모가 크고 그 내용이 풍부한 불교 예술지이기도 하다. 특히 아름다운 벽화와 소상(塑像)으로 유명하다. 당시 둔황이 서역 여러 나라와 교류가 빈번했기 때문인지, 건립 초기의 막고굴 일부에는 하서문화(河西文化) 및 서역 예술 양식이 확연하게 드러난다. 막고굴의 수많은 석굴 중 275번째 석굴에는 본생(本生)과 불전(佛經) 등을 묘사한 벽화가 여럿 그려져 있다. 이들 그림은 일련의 점들을 날염(捺染)시키는 방식으로 인체의 특징을 부각시켰으며, 가는 선으로 인물과 사물 등을 그려 호방하고 생동강 넘치는 당대 벽화의 전형적인 모습을 보여준다. 훗날 남북조시대에 북위 태무제 및 북주 무제의 불교 탄압(일명 삼무일종의 법난 중 '이무二武')이 일어나 불교의 발전에 심각한 손상이 가해졌지만, 그래도 현재는 윈강 석굴과 같은 여러 불교 건축물들이 남아 있다.
서예로는 전량의 《이백문서(李柏文書)》, 전진의 《비유경(譬喻經)》, 서량의 《십송비구계본경(十誦比丘戒本經)》 및 《묘법연화경(妙法蓮華經)》 등이 있다. 이들 중 《이백문서》와 동진 왕희지의 《이모첩(姨母帖)》은 모두 행과 해서의 변천 과정을 고스란히 보존하고 있어 서예의 양식 변화 연구에 큰 도움이 되었다. 한편 비각(碑刻)으로는 전진의 《광무장군비(廣武將軍碑)》와 《정태위사비(鄭太尉祠碑)》, 북량의 《저거안주조상비(沮渠安周造像碑)》가 유명한데, 그 서체는 대부분 예서(隸書)와 해서(楷書) 사이에 있으며 품격은 예스럽지만 솜씨가 서투르다(風格墣茂古拙)는 평을 받는다. 《저거안주조상비》는 저거안주가 고창에 세운 것으로, 원비는 신장 투르판 고창고성에서 출토되었다. 《광무장군비》는 전진 건원(建元) 4년(368)에 새겨진 것으로 필획이 소박하고 구성이 예스러우며, 글자를 새기는 데 서투른 흔적이 보이지만 자연의 풍취(天趣)를 자연스럽게 묘사(渾成)하고 있다. 서예가 우우임(于右任)은 일찍이 《광무장군가(廣武將軍歌)》를 지어 이를 추앙하였다. 이들 외에 주목할만한 비각은 전진의 《등태위사비(鄧太尉祠碑)》가 있는데, 이 시대의 비문이 적어 현재는 모두 중요한 사료로 여겨지고 있다.

## 주요 국가

### 십육국
| 국호     | 민족           | 군주 수 | 건국 군주 | 멸망 군주 | 존속 기간               | 연수 | 영토 범위                                                                                         | 도읍                      | 멸망 국가    |
| -------- | -------------- | ------- | --------- | --------- | ----------------------- | ---- | ------------------------------------------------------------------------------------------------- | ------------------------- | ------------ |
| 한, 전조 | 흉노족         | 6       | 유연      | 유희      | 한(漢)304년~318년       | 25년 | 섬서(陝西) 위수(渭水) 유역, 산서(山西), 하남(河南), 하북(河北), 감숙(甘肅) 일부.                  | 1.평양(平陽) 2.장안(長安) | 후조         |
| 한, 전조 | 흉노족         | 6       | 유연      | 유희      | 조(趙)318년~329년       | 25년 | 섬서(陝西) 위수(渭水) 유역, 산서(山西), 하남(河南), 하북(河北), 감숙(甘肅) 일부.                  | 1.평양(平陽) 2.장안(長安) | 후조         |
| 성한     | 저족           | 5       | 이웅      | 이세      | 성(成)304년~338년       | 43년 | 사천(四川) 동부, 운남(雲南) 일부, 귀주(貴州) 일부                                                 | 성도(成都)                | 동진         |
| 성한     | 저족           | 5       | 이웅      | 이세      | 한(漢)338년~347년       | 43년 | 사천(四川) 동부, 운남(雲南) 일부, 귀주(貴州) 일부                                                 | 성도(成都)                | 동진         |
| 전량     | 한족           | 9       | 장궤      | 장천석    | 301년~376년             | 75년 | 감숙, 영하(寧夏) 서부, 신강(新疆) 동부                                                            | 고장(姑臧)                | 전진         |
| 후조     | 갈족           | 7       | 석륵      | 석지      | 319년~351년             | 32년 | 하북, 하남, 산서, 산동(山東), 섬서, 강소(江蘇) 일부, 안휘(安徽) 일부, 감숙 일부, 요녕(遼寧) 일부. | 1.양국(襄國) 2.업(鄴)     | 염위         |
| 전연     | 선비족         | 3       | 모용황    | 모용위    | 337년~370년             | 33년 | 하북, 하남, 산동, 산서, 섬서, 감숙, 안휘, 강소, 요녕                                              | 1.용성(龍城) 2.업         | 전진         |
| 전진     | 저족           | 6       | 부건      | 부숭      | 351년~394년             | 43년 | 하북, 하남, 산동, 산서, 안휘, 섬서, 강소, 사천, 귀주, 호북, 요녕, 감숙, 영하 서부, 신강 동부      | 장안                      | 후진, 서진   |
| 후연     | 선비족         | 4       | 모용수    | 모용희    | 384년~407년             | 23년 | 하북, 산동, 산서, 하남 일부, 요녕 일부.                                                           | 중산(中山)                | 북연         |
| 후진     | 강족           | 3       | 요장      | 요홍      | 384년~417년             | 33년 | 감숙, 섬서, 산서, 하남                                                                            | 장안                      | 동진         |
| 서진     | 선비족         | 4       | 걸복국인  | 걸복모말  | 385년~400년 409년~431년 | 37년 | 감숙 동부                                                                                         | 금성(金城)                | 하           |
| 후량     | 저족           | 4       | 여광      | 여륭      | 386년~403년             | 17년 | 감숙 동부, 영하 일부, 청해(靑海) 일부, 신강 일부.                                                 | 고장                      | 후진         |
| 남량     | 선비족         | 3       | 독발오고  | 독발녹단  | 397년~414년             | 17년 | 청해, 감숙 서부                                                                                   | 낙도(樂都)                | 서진         |
| 남연     | 선비족         | 2       | 모용덕    | 모용초    | 398년~410년             | 12년 | 산동, 하남 일부.                                                                                  | 광고(廣固)                | 동진         |
| 서량     | 한족           | 3       | 이고      | 이순      | 400년~421년             | 21년 | 감숙 서부와 신강 일부.                                                                            | 돈황(敦煌)                | 북량         |
| 북량     | 흉노족         | 3       | 단업      | 저거목건  | 397년~439년             | 42년 | 감숙 서부, 영하 일부, 신강 일부, 청해 일부.                                                       | 장액(張掖)                | 북위, 유연   |
| 하       | 철불부         | 3       | 혁련발발  | 혁련정    | 407년~431년             | 24년 | 섬서, 내몽골 일부.                                                                                | 통만성(統萬城)            | 토욕혼, 북위 |
| 북연     | 고구려인, 한족 | 3       | 고운      | 풍홍      | 407년~436년             | 29년 | 요녕, 하북 북부                                                                                   | 화룡(和龍)                | 북위         |

### 십육국 이외
| 국호   | 민족   | 황제 명수 | 건국 군주 | 멸망 군주  | 존속 기간   | 연수  | 영토 범위                                | 도읍                                              | 멸망 국가 |
| ------ | ------ | --------- | --------- | ---------- | ----------- | ----- | ---------------------------------------- | ------------------------------------------------- | --------- |
| 전구지 | 저족   | 9         | 양무수    | 양찬       | 296년~371년 | 76년  | 무도(武都), 음평(陰平)                   | 구지                                              | 전진      |
| 후구지 | 저족   | 7         | 양정      | 양보치     | 385년~443년 | 59년  | 농서(隴西), 한중(漢中), 천수(天水) 일대. | 구지                                              | 북위      |
| 탕창   | 강족   | 7         | 양근      | 양미정     | ？~564년    |       | 감숙 남부                                | 탕창성(宕昌城)                                    | 북주      |
| 등지   | 강족   | 12        | 상서치    | 상첨항     | 430년~554년 | 125년 | 구지 이서, 탕창 이남, 사천 북부          | 등지성(鄧至城)                                    | 서위      |
| 염위   | 한족   | 2         | 염민      | 염지       | 350년~352년 | 3년   | 하남, 하북 북부, 산서 남부               | 업                                                | 전연      |
| 후촉   | 한족   | 1         | 초종      | 초종       | 405년~413년 | 9년   | 사천 대부분.                             | 성도                                              | 동진      |
| 환초   | 한족   | 3         | 환현      | 환석수     | 403년~405년 | 3년   | 장강(長江) 중·하류 지역.                 | 1.건강(建康) 2.강릉(江陵)                         | 동진      |
| 적위   | 정령족 | 2         | 적요      | 적교       | 388년~392년 | 5년   | 하남 일부.                               | 하남 화 현                                        | 후연      |
| 대     | 선비족 | 8         | 탁발의로  | 탁발십익건 | 315년~376년 | 62년  | 내몽골 중부                              | 1.운중(雲中) 2.성락(盛樂)                         | 전진      |
| 서연   | 선비족 | 7         | 모용홍    | 모용영     | 384년~394년 | 11년  | 산서 대부분.                             | 장자(長子)                                        | 후연      |
| 우문부 | 선비족 | 7         | 우문막괴  | 우문일두귀 | 302년~344년 | 43년  | 요동 서부와 요서 북부를 아우르는 지역.   | 도읍을 수시로 옮겼기에 특정 도읍은 없음으로 표시. | 전연      |
| 단부   | 선비족 | 9         | 단일육권  | 단감       | 310년~357년 | 48년  | 하북 북부                                | 영지(令支)                                        | 전연      |

## 참고 지도

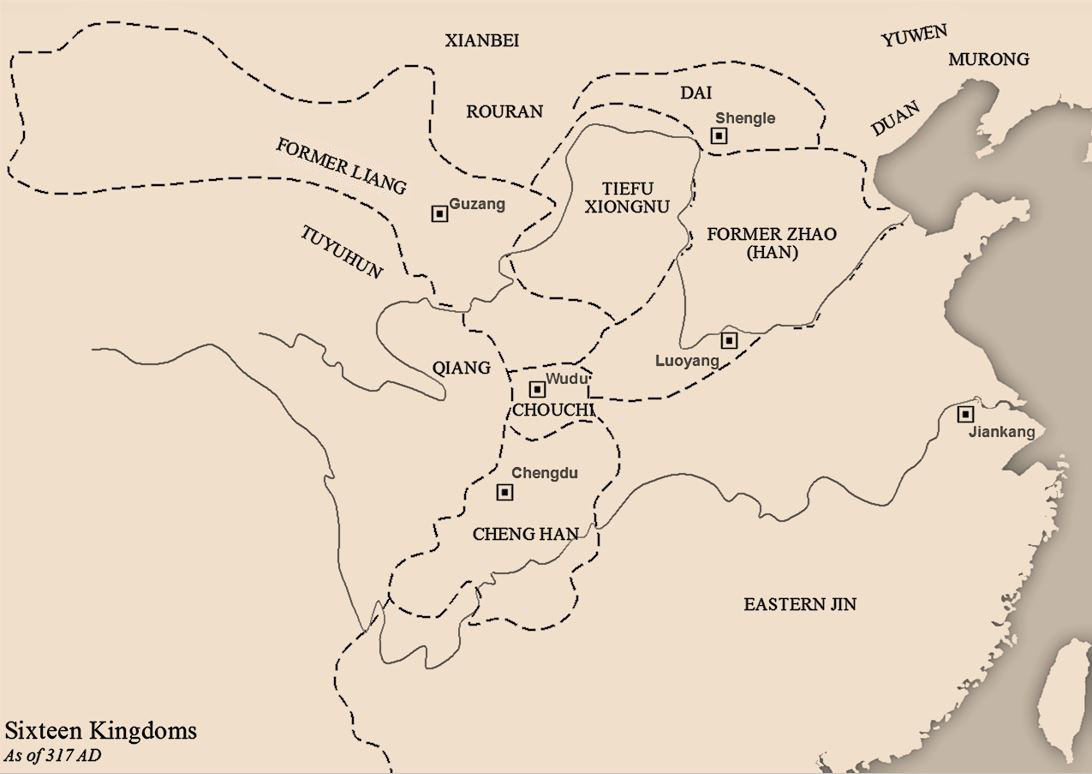
317년. 하남-강남의 동진/하북의 전조/파촉의 성한, 구지/요서의 우문부선비, 단부선비, 모용부선비/하서의 선비, 유연, 토욕혼/관중의 철불부흉노/대북의 대/농상의 강
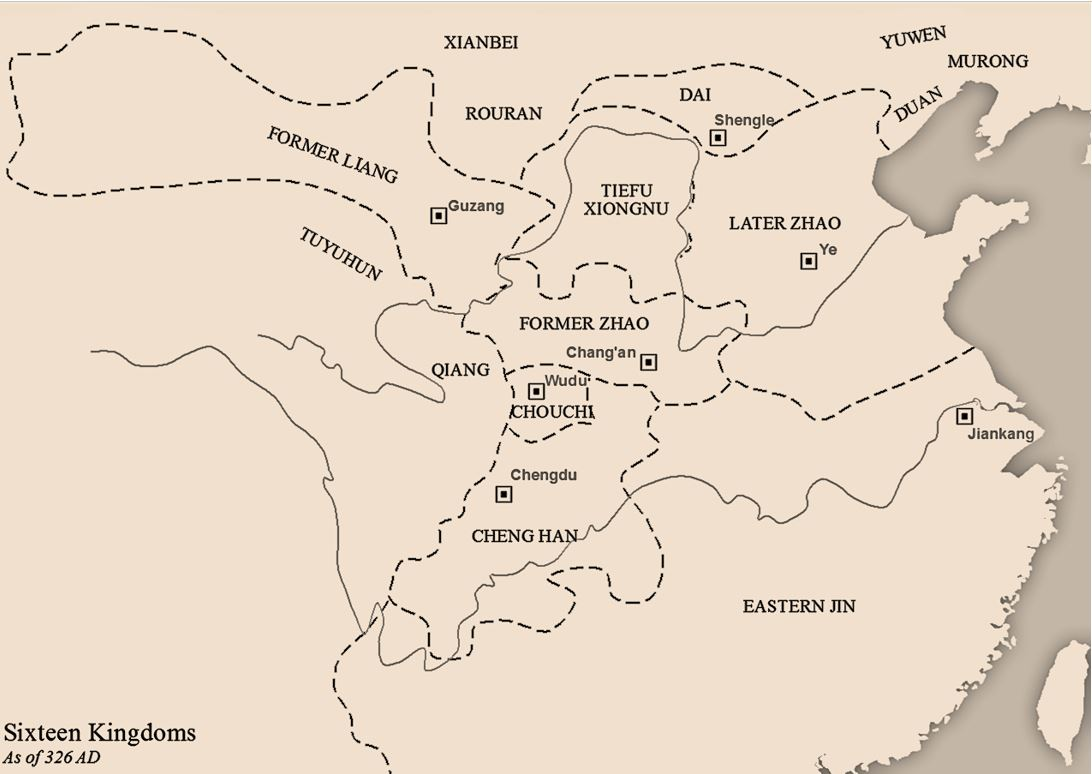
326년. 강남의 동진/하북-하남의 후조/관중의 전조, 철불부흉노/하서의 전량, 선비, 유연, 토욕혼/대북의 대/파촉의 성한, 구지/요서의 우문부선비, 단부서비, 모용부선비/농상의 강
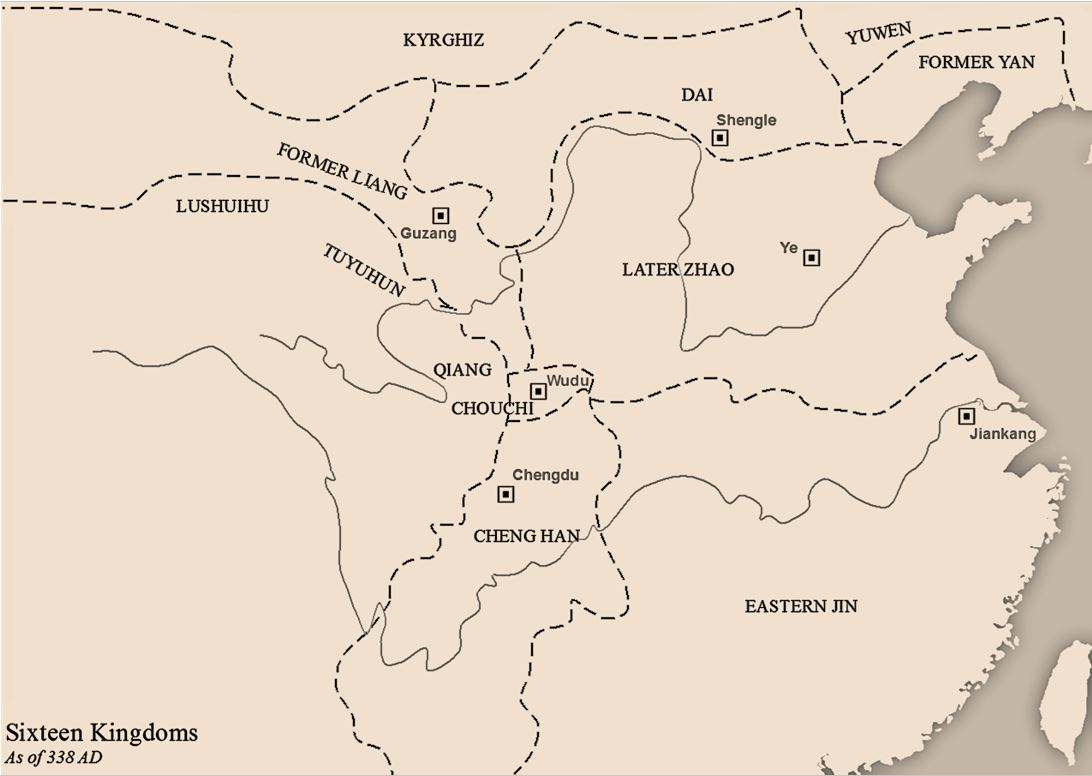
338년. 강남의 동진/하북-하남-관중의 후조/파촉의 성한, 구지/하서의 전량, 토욕혼, 노수호, 키르기즈/요서-요동의 전연, 우문부선비/대북의 대/농상의 강
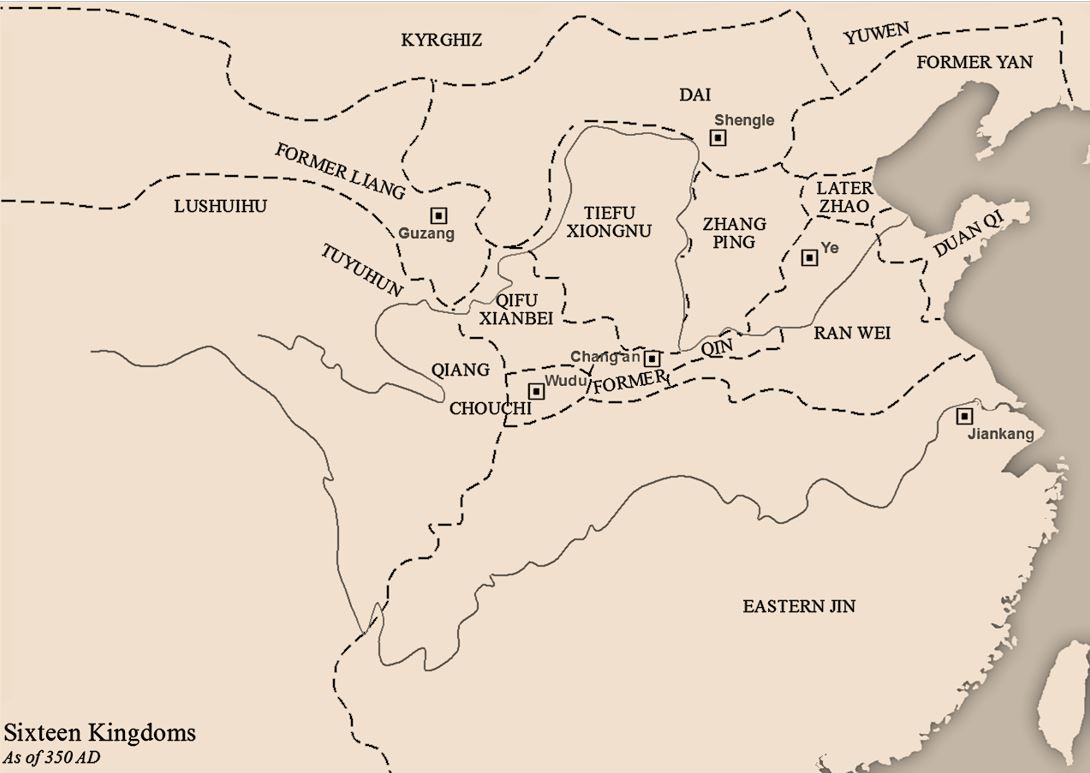
350년. 강남-파촉의 동진, 구지/하북의 후조, 장평, 염위/산동의 단제/하남의 전진/관중의 철불부흉노, 걸복부선비/하서의 전량, 토욕혼, 노수호, 키르기즈/요서-요동의 전연, 우문부선비/대북의 대/농상의 강
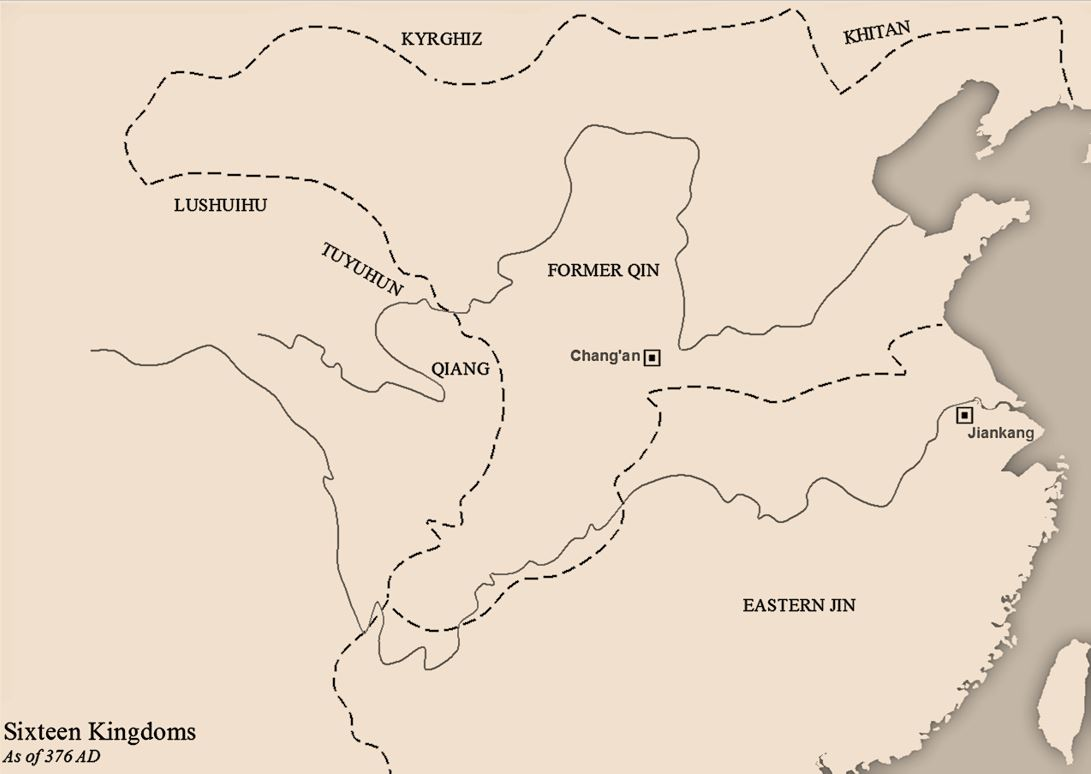
376년. 강남의 동진/화북의 전진/요서의 거란/하서의 토욕혼, 노수호, 키르기즈/농상의 강
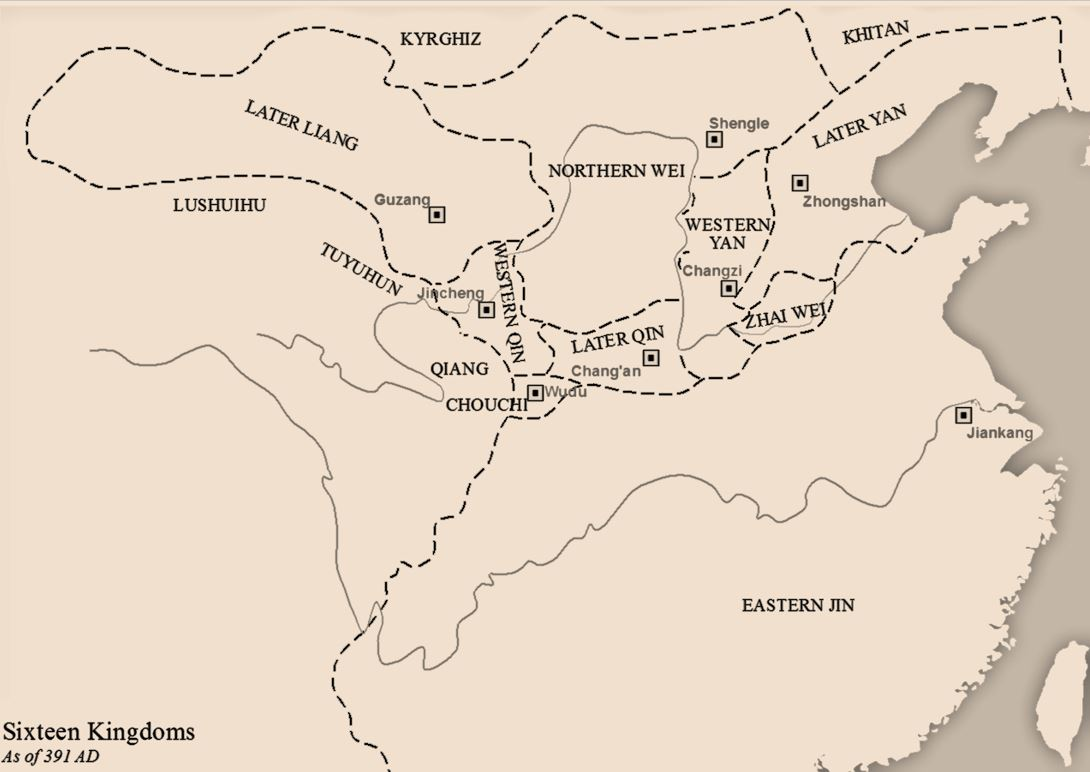
391년. 강남의 동진/하북-요서-요동의 후연, 서연, 적위, 거란/관중-대북의 북위, 서진, 후진/하서의 후량, 토욕혼, 노수호, 키르기즈/파촉의 구지/농상의 강
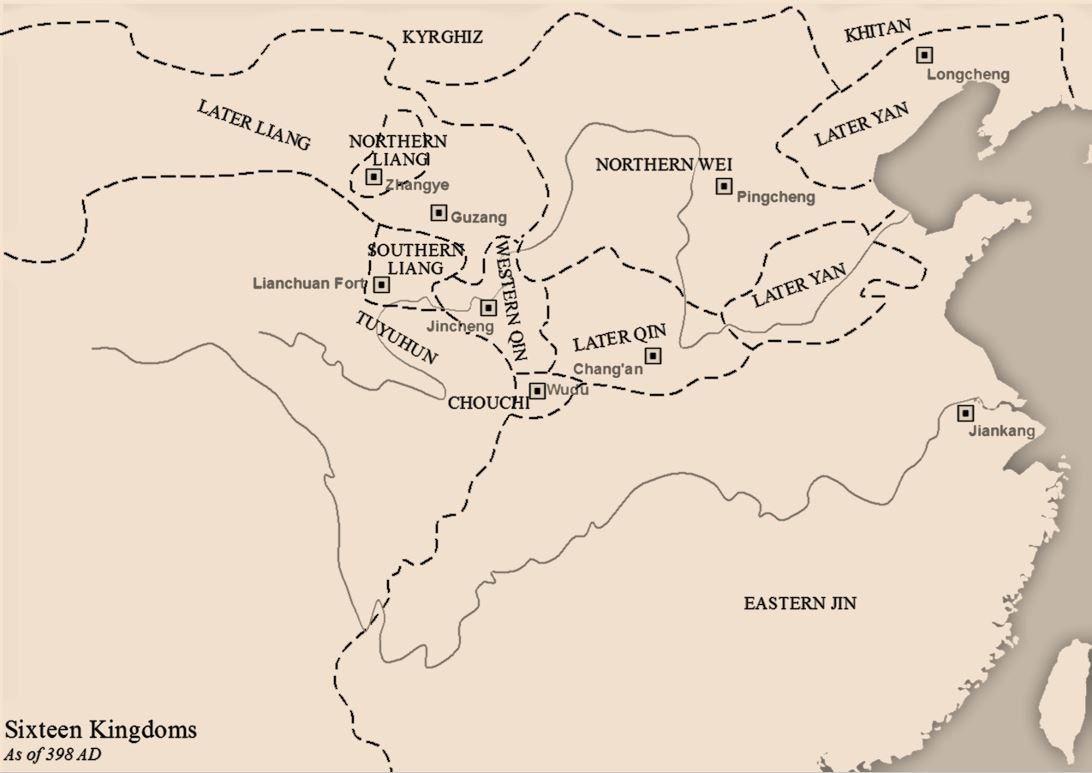
398년. 강남의 동진/관중의 북위, 후진, 서진/하북의 후연/요서-요동의 거란, 후연/하서의 후량, 북량, 남량, 토욕혼, 키르기즈/파촉의 구지
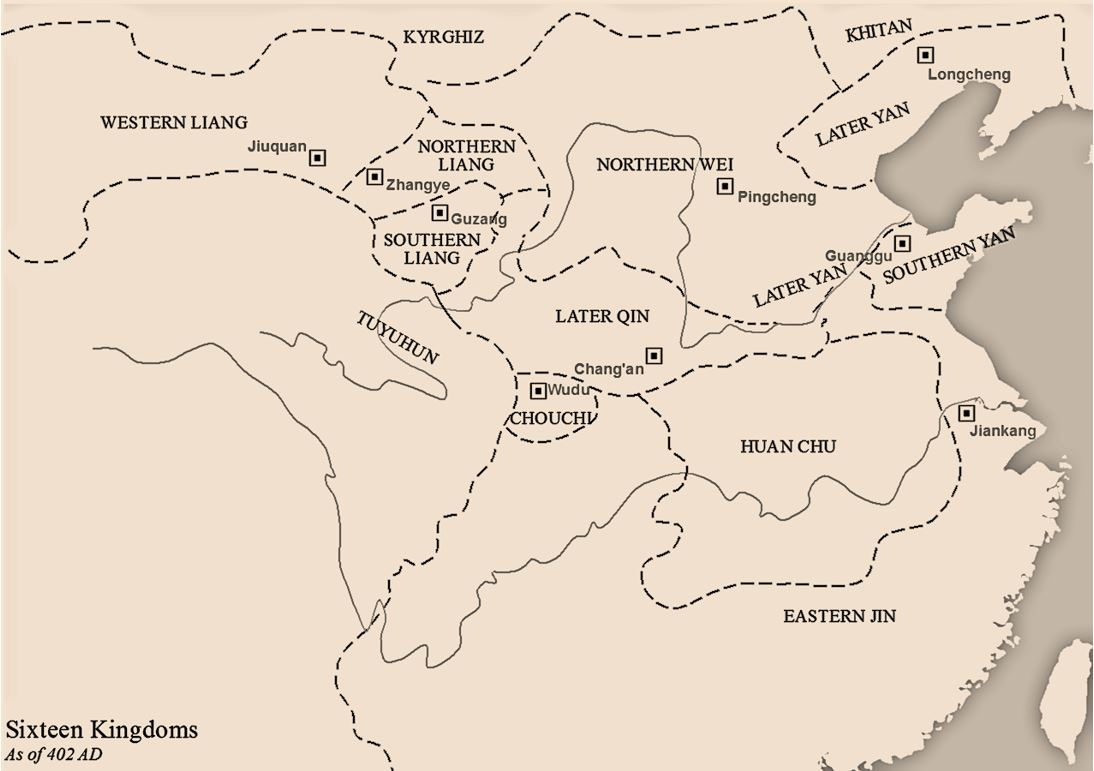
402년. 강남의 동진/관중의 북위, 후진/산동의 남연/요서-요동의 후연, 거란/하서의 후량, 북량, 남량, 토욕혼, 키르기즈/회남의 환초/파촉의 구지
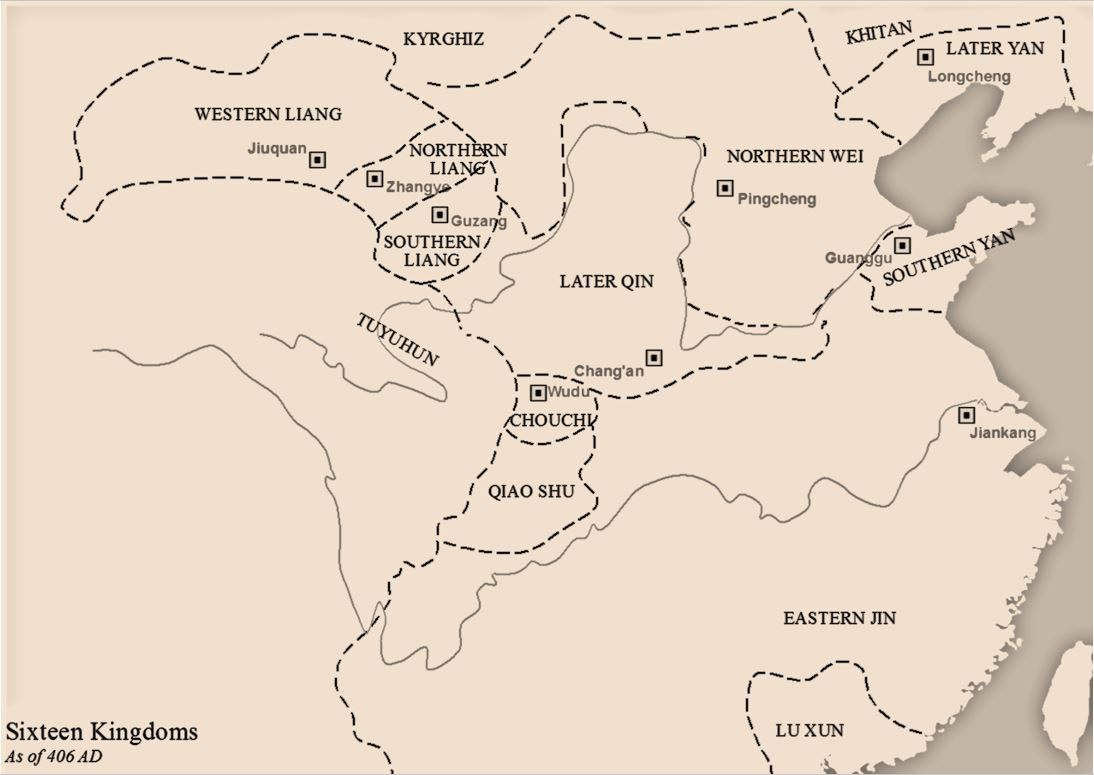
406년. 강남의 동진/하북-대북의 북위/산동의 남연/요서-요동의 후연, 거란/하서의 후량, 북량, 남량, 토욕혼, 키르기즈/관중의 후진/파촉의 구지, 초촉/광동의 노순
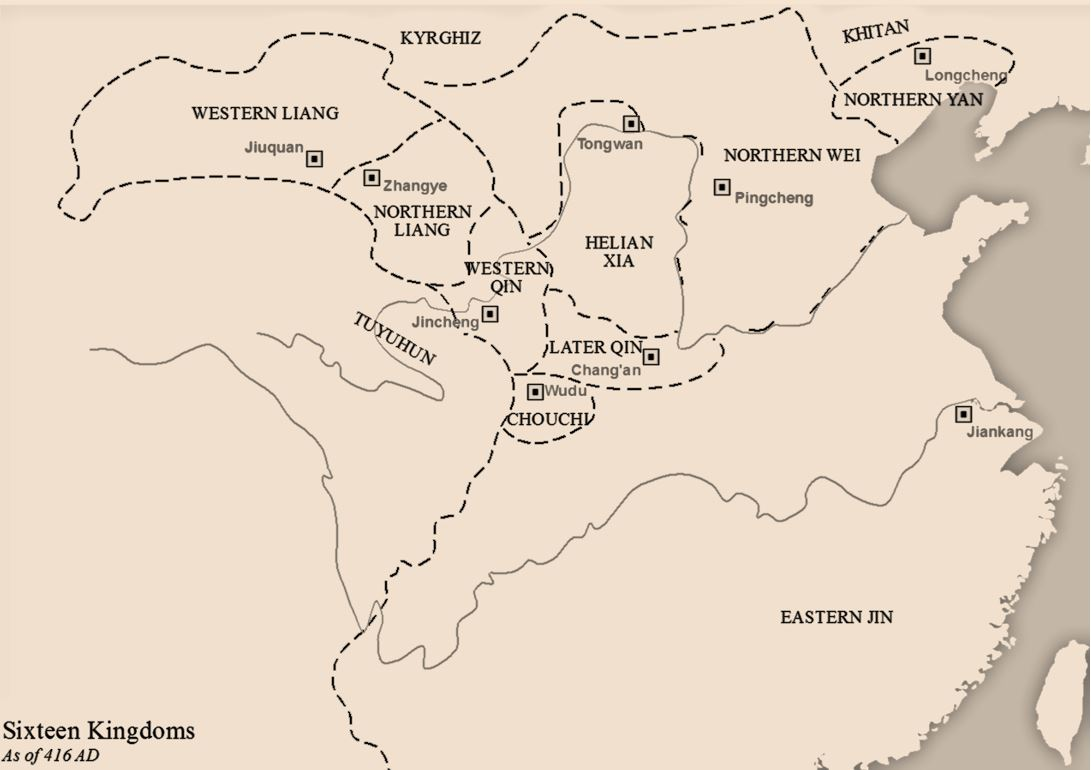
416년. 강남의 동진/하북-대북의 북위/요서의 북연, 거란/관중의 하, 후진, 서진/하서의 서량, 북량, 토욕혼, 키르기즈/파촉의 구지
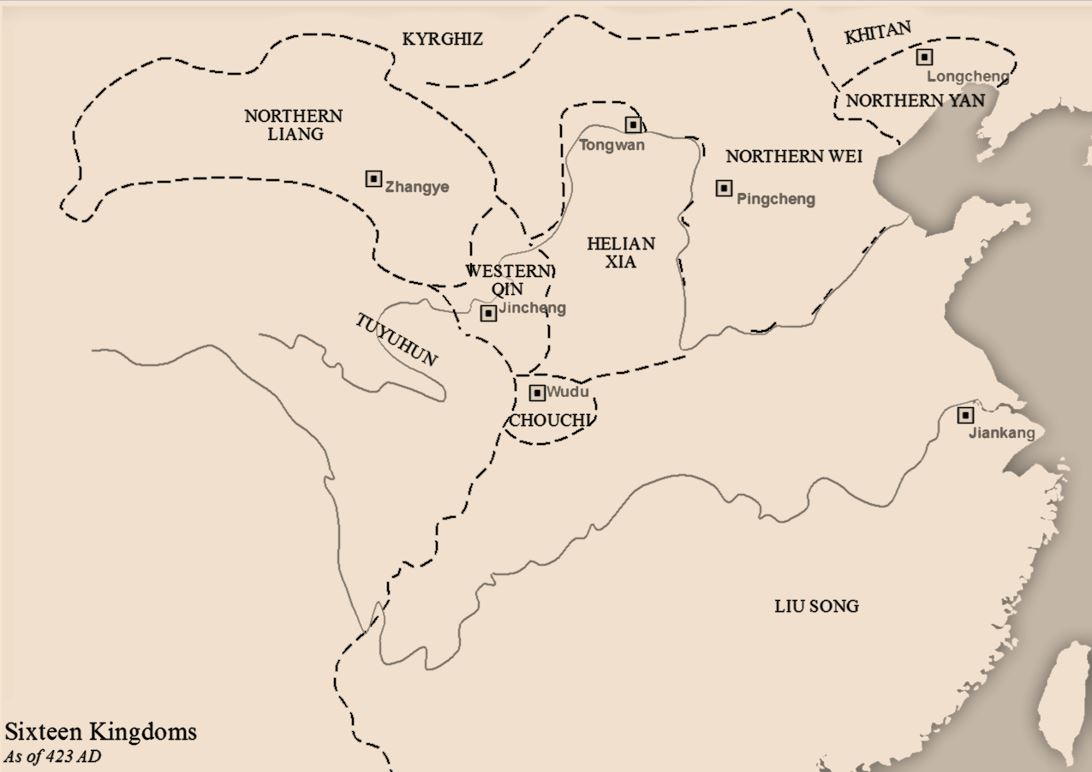
423년. 강남의 동진/하북-대북의 북위/요서의 북연, 거란/관중의 하, 서진/하서의 북량, 토욕혼, 키르기즈/파촉의 구지
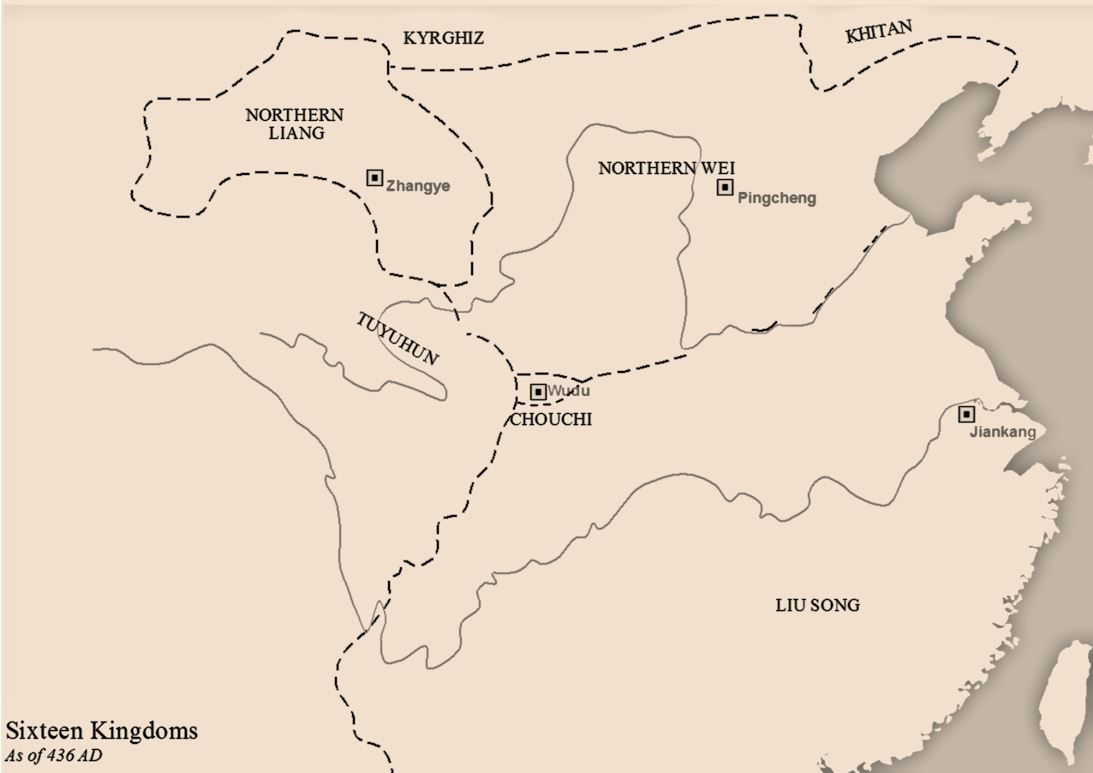
436년. 강남의 유송/화북의 북위/하서의 북량, 토욕혼, 키르기즈/파촉의 구지/요서의 거란

## 연표

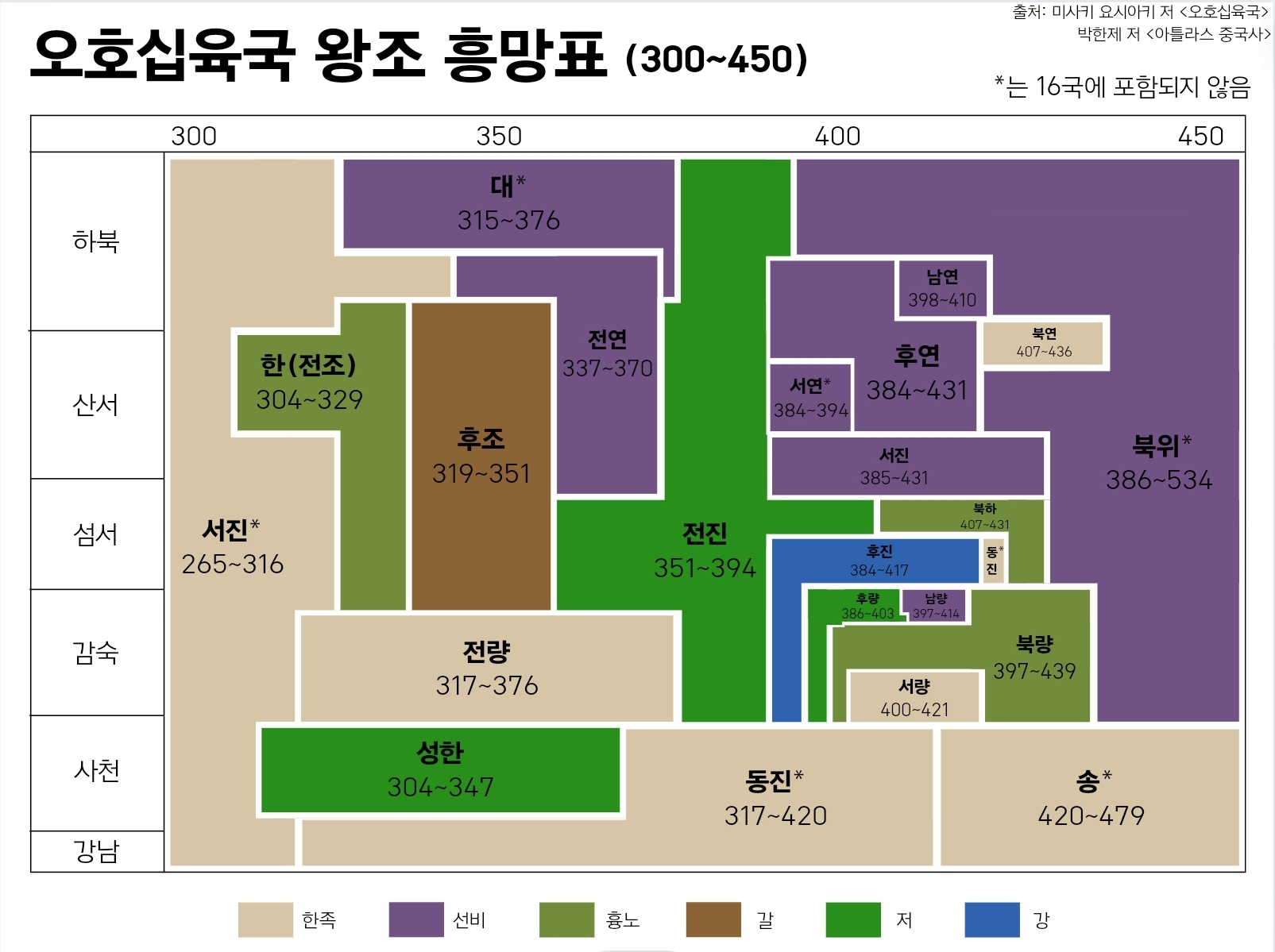
오호십육국 왕조 흥망표

## 같이 보기
- 비수 대전
- 중국의 이민족
- 오호
- 중국화 (문화)
- 남북조 시대

### 내용주
1. ↑  그는 또한 오호와 십육국이 서로 다른 개념으로, 혼용해서는 안된다고 지적했다.
2. ↑  부분은 이견의 여지가 굉장히 크다. 조조의 통치방식은 사실 후한 말의 사회적 모순을 해소하기는커녕 오히려 더욱 심화시켰기 때문이다. 후한 말기의 여러 사회문제를 유발하던 귀족 계층을 조조는 청산하지 않고 오히려 더 키워주었으며, 그 결과는 비대해진 귀족들이 조정을 공격하는 고평릉의 정변으로 귀결되고 말았다. 또한 위나라의 대민정책 및 사회 분위기는 후대의 저명한 사학자인 미야자키 이치사다가 상시 계엄령에 비유했을 정도로 폭압적이었고 잔인했다. 이런 조위의 폭압성을 대표하는 정책 중 하나가 바로 둔전제다.
3. ↑  물론 조조 자체가 서주에서 학살을 저지르고 여러 명사들을 살해하는 등 도덕적으로 큰 흠결이 있긴 했지만, 사마의도 공손연이나 조상, 왕릉 등에게 저지른 짓을 보면 더 못하면 못했지 나은 측면은 없다. 특히 사마소가 조모에게 한 짓은 정말로 답이 없다. 고대 사회의 관념에서는 엄청난 폭군이 아닌 이상 아무런 큰 잘못도 없는 황제를 시해하는 짓은 민간인 학살을 비롯하여 다른 모든 악행을 넘어서는 천인공노한 죄악이었다. 당장 사마소 본인도 원래라면 사마씨 왕국이 안정화된 뒤에야 촉한 정벌을 할 수 있다고 여겼으나, 황제 시해를 덮고 천하를 통일하여 제위를 빨리 찬탈하기 위해 정벌을 무리하게 강행하였다.
4. ↑  及平公孫文懿，大行殺戮。誅曹爽之際，支黨皆夷及三族，男女無少長，姑姊妹女子之適人者皆殺之，既而竟遷魏鼎云。明帝時，王導侍坐。帝問前世所以得天下，導乃陳帝創業之始，用文帝末高貴鄉公事。明帝以面覆床曰：「若如公言，晉祚復安得長遠！」迹其猜忍，蓋有符於狼顧也。

진나라 선제 사마의는 공손연을 평정하자 대거 살육을 행했다. 조상을 주살할 때는 그의 일파들 모두 삼족을 멸하여 남녀노소를 가리지 않았고 고모 등 출가한 여자들까지 모두 살해하였으며, 그 뒤 위나라의 정(鼎)을 옮기기에 이르렀다. 명제 때 왕도(王導)가 모시고 배석했다. 명제가 전대에 천하를 얻을 수 있었던 연고를 묻자 왕도가 선제가 창업을 시작한 일을 진술하고 더불어 사마소 말년의 고귀향공 조모에 관한 사건(사마소가 조모를 죽인 일)을 진술했다. 이에 명제가 말하니 “만약 왕도 공의 말대로라면 진나라(晉)의 제업이 어찌 길고 멀겠는가!”하고 책에 얼굴을 파묻으며 몹시 부끄러워 하였다.
5. ↑  현재의 산서성 이석현(離石縣
6. ↑  연주(兗州), 예주(豫州), 청주(青州), 서주(徐州), 기주(冀州), 유주(幽州), 평주(平州), 병주(并州), 옹주(雍州), 양주(涼州), 진주(秦州), 양주(梁州), 익주(益州), 영주(寧州), 형주(荊州), 강주(江州), 상주(湘州), 양주(揚州), 교주(交州), 광주(廣州), 등주(等州)의 21개 주였다.[4]
7. ↑  사실 이것은 이민족들의 중국 영내로의 이동을 기반으로 한 것이었고, 이민족 인구 유입은 오호십육국 이전부터 이미 계속되고 있었다. 1세기 중반 남하한 남흉노 5부의 인구가 약 100만 명으로 추산되는데, 후한이 멸망한 3세기 즈음이 되면 200만 명에 달하는 흉노·선비인들이 산서 지역에 분포하였다. 한족 왕조가 무너지고 난 뒤에는 민족 이동의 물결이 더욱 거세어져서, 4세기 초에는 이미 이민족 인구가 600~700만을 넘었으며 후조 시기에는 900만, 부견이 통치하는 전진 시대에는 약 1000만에 도달했다. 이 과정에서 한족과 이민족들은 정치, 사회, 문화, 경제 방면에서 서로 간에 영향을 주고받을 수 밖에 없었고, 그 과정에서 북방의 유목적 요소와 중국의 농경적 문화가 서로 융합되어 생겨난 것이 바로 '호한체제(胡漢體制)'였다. 호한체제는 훗날 수·당제국 형성의 근간이 되었다.[22]
8. ↑  다만 석호가 한족을 학대하고 공포정치를 펴면서 다시 경제가 박살이 났다.

### 참조주
1. ↑  박한제 (2007). 〈황제 가한국과 동아시아 세계〉. 《아틀라스 중국사》. 94~95쪽.
2. ↑  김호동 (2016). 〈선비의 등장과 활약〉. 《아틀라스 중앙유라시아사》. 60~61쪽.
3. ↑  후한 말기 중국의 여러 민족들
4. ↑  《晉書·地理志上》：「晉武帝太康元年......，凡十九州，司、冀、兗、豫、荊、徐、揚、青、幽、平、並、雍、涼、秦、梁、益、寧、交、廣州。」《晉書·地理志下》：「惠帝分桂陽、武昌、安成三郡立江州......懷帝又分長沙、衡陽、湘東、零陵、邵陵、桂陽及廣州之始安、始興、臨賀九郡置湘州。」
5. ↑  鄒紀萬（1992）:《中國通史魏晉南北朝史》第三章〈大動亂時代的人口流動與民族融合〉，第120頁
6. ↑  《中國文明史 魏晉南北朝》〈第三章 政治制度與法律制度的變遷〉: 第153頁－第155頁.
7. 1 2  《中國文明史 魏晉南北朝》〈第四章 分裂割據時代的軍事文明〉: 第201頁－第203頁.
8. ↑  박한제 (2007). 〈오호십육국 시대〉. 《아틀라스 중국사》. 54~55쪽.
9. ↑  田久川 (1997). 《论汉魏之际的坞堡组织及其政治形态》. 《辽宁师范大学学报》. 74–77쪽.
10. ↑  “三国时马镫并未出现” (중국어 (중국)). 人民网. 2010년 8월 5일. 2013년 8월 14일에 원본 문서에서 보존된 문서. 2013년 11월 27일에 확인함.
11. ↑  王育民 (1987). 《十六国北朝人口考索》. 《历史研究》. 75–87쪽.
12. ↑  《晋书·李特载记》：“关西百姓流移就谷，相与入汉川者数万家，十余万口”。
13. ↑  鄒紀萬 (1992). 〈위진남북조의 사회형태〉. 《중국통사 위진남북조사》. 113~118쪽.
14. ↑  鄒紀萬 (1992). 〈위진남북조의 사회형태〉. 《중국통사 위진남북조사》. 113~118쪽.
15. ↑  鄭欽仁、李明仁編譯，《征服王朝論文集》，臺北：稻香出版社，1999年。
16. ↑  杉山正明著、黃美蓉譯《遊牧民的世界史》，台北讀書共和國出版，2013年。
17. ↑  鄒紀萬（1992年）:《中國通史魏晉南北朝史》第二章〈魏晉南北朝的社會形態〉，第115頁
18. ↑  《宋书·周朗传》：“华夷争杀，戎夏竞威，破国则积尸竟邑，屠将则覆军满野，海内遗生，盖不余半”。
19. ↑  《晋书·石季龙载记》：“躬率赵人，诛诸胡羯，无贵贱男女少长皆斩之，死者二十余万。尸诸城外，悉为野犬豺狼所食”
20. ↑  《晋书·石季龙载记·附冉阂载记》：“青、雍、幽、荆州徙户，及诸氏、羌、胡、蛮数百余万，各还本土，道路交错，互相杀掠。且饥疫死亡，其能达者，十有二、三。诸夏纷乱，无复农者”
21. ↑  王育民 (1987). 〈歷史研究 (2)〉. 《十六国北朝人口考索》. 75~87쪽.
22. ↑  김호동 (2016). 〈민족 대이동의 시대〉. 《아틀라스 중앙유라시아사》. 62~63쪽.
23. ↑  鄒紀萬 (1992). 〈위진남북조의 사회형태〉. 《중국통사 위진남북조사》. 113~118쪽.
24. ↑  鄒紀萬 (1992). 〈위진남북조의 사회형태〉. 《중국통사 위진남북조사》. 113~118쪽.
25. ↑  鄒紀萬 (1992). 〈위진남북조의 사회형태〉. 《중국통사 위진남북조사》. 168쪽.
26. ↑  鄒紀萬 (1992). 〈위진남북조의 사회형태〉. 《중국통사 위진남북조사》. 113~118쪽.
27. ↑  萬繩楠（1994年）:《魏晉南北朝史論稿》第七章〈民族矛盾的激化及其演化〉，第175頁。
28. ↑  鄒紀萬（1992年）:《中國通史魏晉南北朝史》第二章〈魏晉南北朝的社會型態〉，第113頁－第118頁.
29. ↑  萬繩楠（1994年）:《魏晉南北朝史論稿》第七章〈民族矛盾的激化及其演練〉，北方塢堡組織的發展，第158頁。
30. ↑  鄒紀萬 (1992). 〈위진남북조의 사회형태〉. 《중국통사 위진남북조사》. 113~118쪽.
31. ↑  鄒紀萬 (1992). 〈위진남북조의 정치적 변천〉. 《중국통사 위진남북조사》. 43~48쪽.
32. ↑  鄒紀萬（1992年）:《中國通史魏晉南北朝史》第五章〈魏晉南北朝的學術與信仰〉，第201頁
33. 1 2  《中國文明史 魏晉南北朝》〈第十一章 佛道的成熟及三教衝突〉: 第649頁－第656頁.
34. ↑  唐道宣《集古今佛道论衡》：“以太平七年，遂灭佛法。分军四出，烧掠寺舍，统内僧尼，无少长坑之！其窜逸者，捕获枭斩！”

## 참고 문헌
- 『五胡十六国　中国史上の民族大移動』三崎良章著（東方書店　『東方選書』36　2002年） ISBN 4-497-20201-1